# Historia de la Armada española

Bandera de proa, tajamar o torrotito de la Armada.

Se puede considerar que la historia de la Armada comienza en los últimos años del siglo XV y primeros del siglo XVI, cuando los reinos españoles de Castilla y Aragón se unieron de hecho, aunque aún no de derecho. En aquel tiempo no existía una armada centralizada, y esta no se consiguió hasta la llegada de los Borbones. Lo que sí existía era flotas militares más o menos permanentes que, cuando era necesario, se reunían para cumplir una determinada misión.
La Armada Española ha tenido un papel determinante en la historia de España, particularmente en los ámbitos logístico y defensivo durante la época del Imperio español. Entre los grandes logros de la Armada están el descubrimiento de América[cita requerida], la primera vuelta al mundo de Juan Sebastián Elcano y el descubrimiento de la ruta marítima entre Asia y América por Andrés de Urdaneta. La Armada Española fue la más poderosa del mundo [cita requerida] desde el siglo XVI hasta finales del siglo XVIII y continuó siendo una fuerza naval de referencia mundial hasta bien entrado el siglo XIX. A partir de ahí, coincidiendo con la pérdida de gran parte de las colonias del Imperio Español, empieza una etapa de fuerte decadencia hasta que vuelve a resurgir a mediados del siglo XX para continuar en la actualidad, ya en el siglo XXI.
Hoy en día la Armada Española es una de las más importantes del mundo, y una de las nueve únicas fuerzas navales del planeta capaces de proyectar un nivel importante de fuerza en su propio hemisferio. Sus principales bases están en Rota (Cádiz), Ferrol (La Coruña), San Fernando (Cádiz), Cartagena (Murcia) y Las Palmas de Gran Canaria. En el año 2017, la Armada Española contaba con unos 20 000 efectivos.[cita requerida]

## Hitos históricos
- La Armada Española, heredera de las marinas de Castilla y Aragón, es una de las más antiguas del mundo.
- La primera en tener reglamentos y normas para cada buque de guerra que daban unidad al funcionamiento de la flota.
- La que hizo posible el descubrimiento de América en 1492.
- La creadora del concepto moderno de convoy naval (Flota de Indias), en el siglo XVI.
- La primera en circunnavegar la Tierra: Expedición de Magallanes-Elcano (1519-1522).
- La descubridora de la ruta transpacífica entre Asia y América: el Tornaviaje de Andrés de Urdaneta en 1565, y el establecimiento del Galeón de Manila.
- La creadora de la primera ruta comercial de escala mundial (entre Cádiz y Manila): la Flota de Indias en el Atlántico, y el Galeón de Manila en el Pacífico.
- La creadora y la primera en utilizar la infantería de marina (1537).
- La primera en utilizar fragatas, a finales del siglo XVI durante la guerra de los Ochenta Años.
- La creadora y primera en utilizar la lancha cañonera (Antonio Barceló en 1779)
- Primera vuelta al mundo por parte de un navío blindado llevado a cabo por la fragata blindada Numancia (1865-1867).
- La primera en contar con Escuelas de Buceo. (1787).
- La primera en contar con un destructor en servicio (1887). El Destructor, que dio nombre a toda una saga, fue diseñado por el oficial naval español Fernando Villaamil en 1885.
- La primera en disponer de un submarino torpedero inventado por Isaac Peral en 1888 (el submarino Peral).
- Creadora del concepto moderno de desembarco anfibio (con carros de combate y un mando unificado para las fuerzas navales, terrestres y aéreas) puesto en práctica en el desembarco de Alhucemas, resultando un éxito absoluto y poniendo fin a la guerra del Rif (1925). Los oficiales a cargo de planificar el desembarco de Normandía (especialmente su máximo responsable, el general Eisenhower), que supuso el principio del fin de la Segunda Guerra Mundial, estudiaron a fondo la estrategia empleada ya por la Armada Española dos décadas antes.
- La primera armada del mundo en utilizar aviones de despegue vertical, en concreto el Harrier AV-8A «Matador» en portaaviones, en este caso en el Dédalo (R-01) (ex-USS Cabot). Esta práctica se extendió después a otros países, en concreto Estados Unidos, Unión Soviética, Reino Unido, Italia, India y Tailandia. En la actualidad España sigue operando con versiones evolucionadas de este tipo de aviones V/STOL (Harrier II).

### Buques insignia de la Armada a lo largo de su historia
- Galera Real (1568-1???)
- Navío de línea Santísima Trinidad (1769-1805)
- Vapor de ruedas Isabel II (1834-1860)
- Fragata blindada Numancia (1864-1916)
- Acorazado pre-dreadnought Pelayo (1888-1924)
- Acorazados dreadnought clase España (1913-1937)
- Crucero pesado Canarias (1936-1975)
- Portaviones Dédalo (1967-1989)
- Portaviones Príncipe de Asturias (1989-2013)
- Buque de asalto anfibio Juan Carlos I (2010-presente)

## Los orígenes

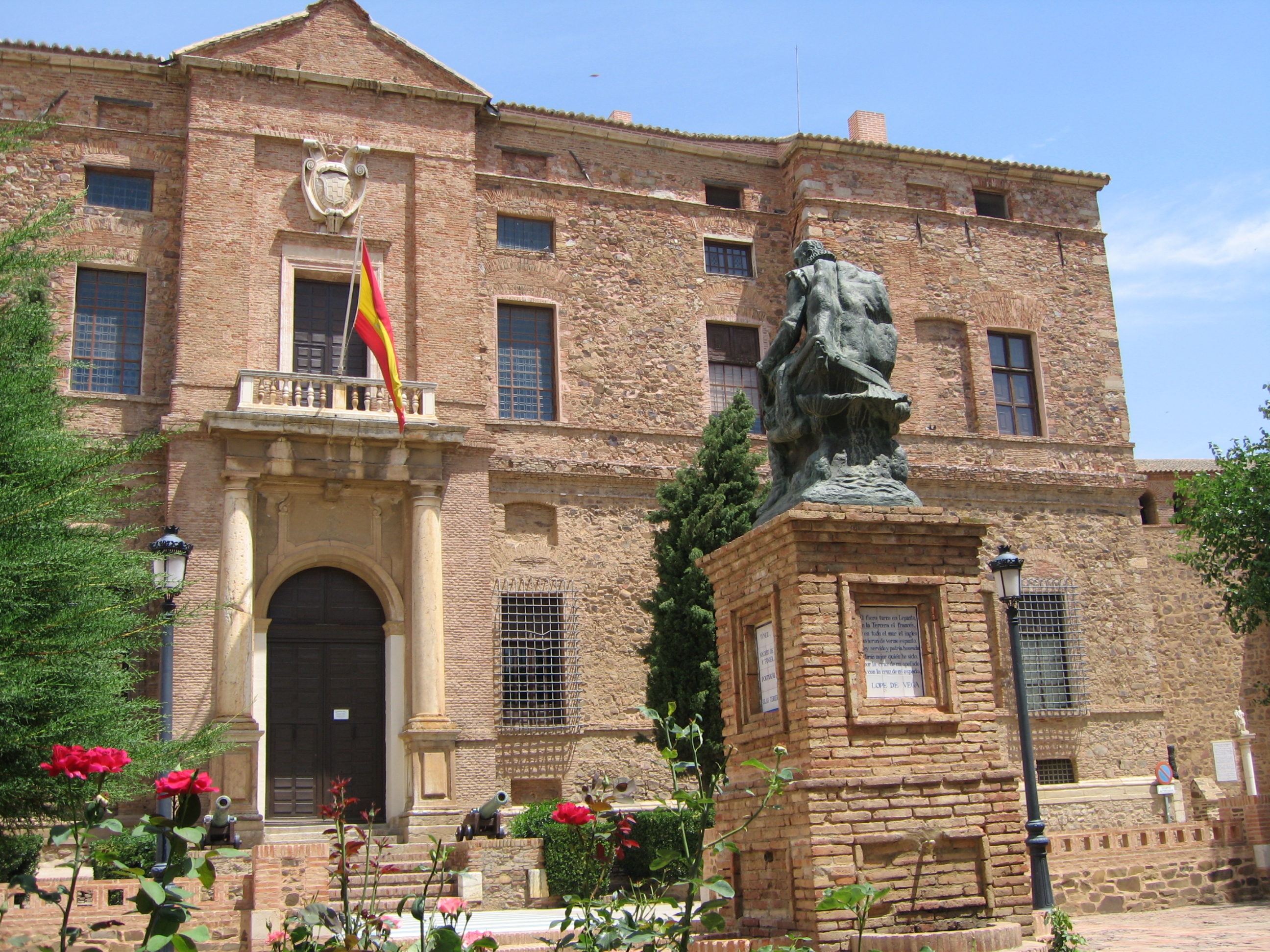
Palacio del marqués de Santa Cruz y Archivo General de la Marina Álvaro de Bazán en el Viso del Marqués (Ciudad Real).

La Armada Española nace de la unión de las marinas de la Corona de Castilla y de la Corona de Aragón. La marina de Aragón era una marina de ámbito mediterráneo, que prefería como buque de combate la galera y sus derivados, mientras que la marina de Castilla, atlántica, prefería buques mancos, esto es, sin remos, con solo propulsión a vela.
Esta unión se produce en tiempos de los Reyes Católicos, siendo la primera campaña de Italia del Gran Capitán, en la que participan las galeras de Sicilia junto a naves cantábricas, su primera operación de guerra.
En estos primeros tiempos, la marina de guerra española, al igual que en los demás países europeos (salvo la República de Venecia), no existía en el sentido que la entendemos hoy, esto es, formada por barcos pertenecientes al Estado y especialmente hechos para la guerra. Debido a los corsarios y a las inseguridades de la navegación, todos los barcos llevaban cañones y armas. Cuando eran requeridos por el rey para la guerra, cambiaban las cargas comerciales por cargas militares, y sus armadores y tripulantes pasaban a ser pagados por la Corona.
Además de los buques mercantes militarizados, también había particulares que armaban flotillas de combate, dedicándose al corso hasta que el rey solicitaba sus servicios.
El rey nombraba los mandos de las escuadras así formadas, en las que embarcaban sus tropas. El combate naval de la época difería poco del terrestre, ya que se buscaba el abordaje y el combate cuerpo a cuerpo, haciendo relativamente poco uso de la artillería.
Se perdió interés en las galeras (que luego se recuperó) en beneficio de naos, carracas y carabelas. A finales del reinado de los Reyes Católicos, solo quedaban cuatro galeras en la guarda de la Costa de Granada para apoyar a las demás naves en verano.

## El nacimiento de la proto-Armada

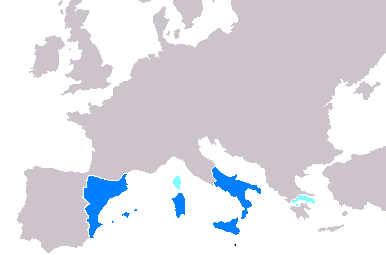
Los dominios españoles en el Mediterráneo no disponían de conexión por tierra, por lo que un transporte marítimo seguro era esencial.

La historia de la Armada Española puede datarse en los últimos años del siglo XV y primeros del siglo XVI, cuando los dos reinos (Castilla y Aragón) se unieron de hecho aunque aún no de derecho. En aquel tiempo no existía una Armada centralizada y esta no se consiguió hasta la llegada de los Borbones. No obstante, sí existían flotas militares más o menos permanentes que, cuando era necesario, se reunían para cumplir determinada misión.
Los preliminares de esta incipiente Armada conjunta pueden estar en la primera y la segunda expediciones a Italia y las acciones de Gonzalo Fernández de Córdoba, el Gran Capitán, en 1494; pero quizá la primera gran acción conjunta de las dos armadas en una acción naval fuera la batalla de Mazalquivir en 1505.
En esa batalla, que comienza la campaña española por el norte de África, la organización y planificación fue obra de Fernando el Católico, rey de Aragón, pero el principal impulsor e incluso financiador fue el cardenal Cisneros, auténtico garante de las últimas voluntades de Isabel la Católica. Por distintos motivos, tanto Castilla como Aragón necesitaban controlar la margen sur del Mediterráneo haciendo nuevamente cierta la frase «eran una voluntad en dos cuerpos».
Después de esta conquista, las caídas de ciudades berberiscas continúan. En lo sucesivo el cardenal Cisneros prosigue alentando y dirigiendo, pero ahora es el navarro Pedro Navarro quien manda la flota. Así, las fuentes cuentan:

Andaban los corsarios de Berbería atrevidamente robando la costa de Granada, porque los corrían muy buenos intereses de los asaltos que hacían, y valíanse de los mesmos moros naturales del país. Mandó el rey que saliese contra ellos el conde Pedro Navarro, que fue uno de los grandes capitanes que nacieran en España.

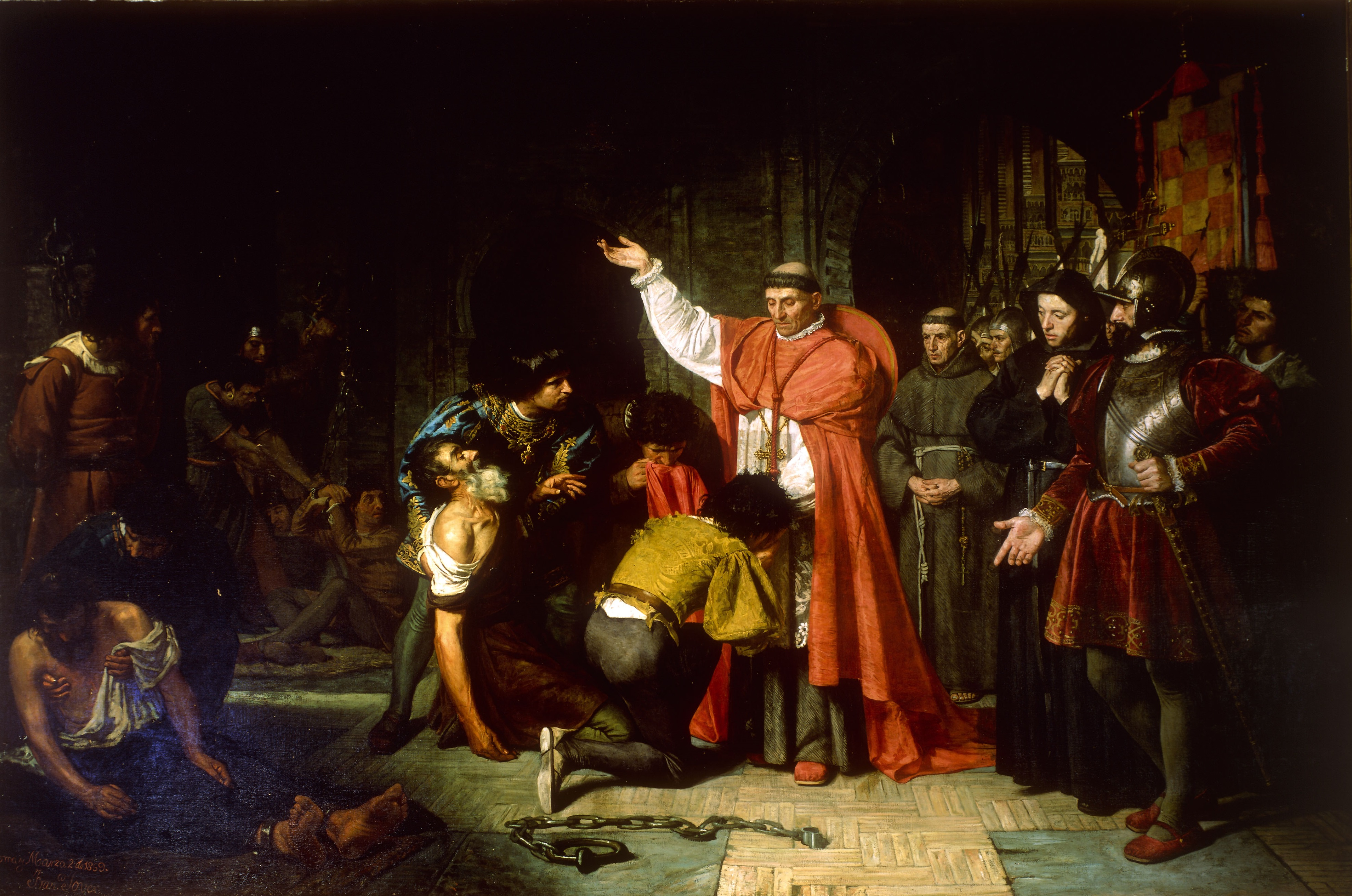
El cardenal Cisneros, promotor de las campañas contra la piratería berberisca, liberando cautivos en Orán

A las órdenes de Navarro, el embrión de lo que sería la Armada continuó las conquistas:
- El duque de Medina Sidonia se había hecho con Melilla ya en 1497.
- El peñón de Vélez de la Gomera cae en 1508.
- Orán es tomado en 1509 llevando al propio Cisneros, de 70 años de edad, en la expedición. En la conquista de Orán, la Armada tuvo un papel clave al efectuar un ataque combinado con las fuerzas terrestres desembarcadas. Se rescató a 300 prisioneros cristianos y se realizó una gran matanza con los enemigos.
- Argel presta vasallaje en enero de 1510 y permite levantar un fuerte en la entrada de su puerto.
- Dellys, Mostaganem y Sargel también se convierten en vasallos con parecidas condiciones.
- La flota toma Trípoli el 25 de julio también de 1510.

Estas campañas siempre se han presentado como la continuación de la Reconquista y, según Ramiro Feijoo, lo eran, pero con un carácter defensivo. No se pretendía conquistar todo el Magreb, sino asegurar las costas ibéricas e italianas de los continuos ataques berberiscos. Al mismo tiempo muestra que la Armada, al igual que cualquier otra de la época, no disponía de la tecnología suficiente como para defender el litoral de ataques; era un instrumento para conquistar las plazas corsarias y así defender los territorios.
Nuevamente la «Armada» tuvo un gran protagonista con Carlos I y su ataque a Túnez.
Por una serie de acontecimientos, las costas de Italia y el norte de África quedaron desguarnecidas y Barbarroja asoló las costas italianas y norteafricanas, expulsando a los españoles de Túnez en 1504. Este corsario era considerado un héroe por sus contemporáneos musulmanes y también cristianos que alababan su carrera. Por ejemplo, el abate de Brantone, en su libro sobre la Orden de Malta, escribió de él: «Ni siquiera tuvo igual entre los conquistadores del griego y romano. Cualquier país estaría orgulloso de poder contarlo entre sus hijos».
Carlos V dirigió en 1535 una carta para reunir una flota que, además de las 45 naos y 17 galeras del marqués de Vasto, sumaría las 23 carabelas que Andrea Doria traería desde Génova. A este contingente añadió el papa nueve galeras, la Orden de Malta otras seis y Portugal un galeón. A estas cien naves Carlos V trae toda la flota española desde Nápoles, Sicilia, Vizcaya y Málaga.

Ruta de la primera circunnavegación del Mundo

En esta ocasión, la armada reunida por el emperador desembarcó a 25 000 hombres, entre 4000 veteranos de las guerras en Italia, 9000 recién reclutados, 7600 alemanes y 5000 italianos. Como en el caso de la Armada, las fuerzas eran españolas (la Corona de Castilla pagaba a todo el ejército).
Finalmente cayeron en manos españolas la imponente fortaleza de La Goleta y las ciudades de Túnez, Bizerta, Bugía y Bona.
En 1541 el emperador pretendió acabar con el problema berberisco con la toma de Argel, su último bastión en el Mediterráneo occidental, pero esta vez la Armada imperial se ve dispersada por las tempestades y tormentas, y las fuerzas ya desembarcadas tuvieron que replegarse rápidamente.

### De la galera al galeón
En aquel tiempo el poder de las flotas hispanas descansaba en las galeras de remos, herederas de los navíos de la Antigüedad, y lo seguiría siendo durante casi todo ese siglo. Sin embargo en la toma de Túnez ya aparecen signos de los nuevos tiempos. Las nuevas naos, más grandes que las utilizadas por Cristóbal Colón cuarenta años antes, ya iban equipadas con cañones y con dos castillos (el de proa y el alcázar a popa) y podían transportar 150 marineros y 500 soldados a cortas distancias; pero sin duda la novedad fue el galeón, aún más grande y mucho más armado que la nao, que después sería la punta de lanza de la Armada.
Tanto la nao como el galeón eran barcos con el casco más redondeado y de tres palos (mesana, trinquete y mayor). La primera era una derivación de la carraca con mayor artillería y menor tonelaje, y el segundo una respuesta a las olas del Atlántico que las naos no podían superar con facilidad. Aunque la resistencia de las naos y su potencia artillera quedaron demostradas en la Jornada de Mazalquivir y en el combate de la nao de Machín de Rentería contra 17 galeotas berberiscas, su poca maniobrabilidad y la irregularidad de los vientos hicieron que en el Mediterráneo sus ventajas artilleras y de navegación no resultaran muy grandes, pero sí en el nuevo escenario que pronto se vislumbraría como el más importante.
La importancia de estos dos tipos de navíos comenzó a verse cuando los primeros piratas franceses, apoyados y asesorados por piratas españoles renegados, descubrieron algunos de los importantes cargamentos de metales y especies llegados desde América, como se verá más adelante.

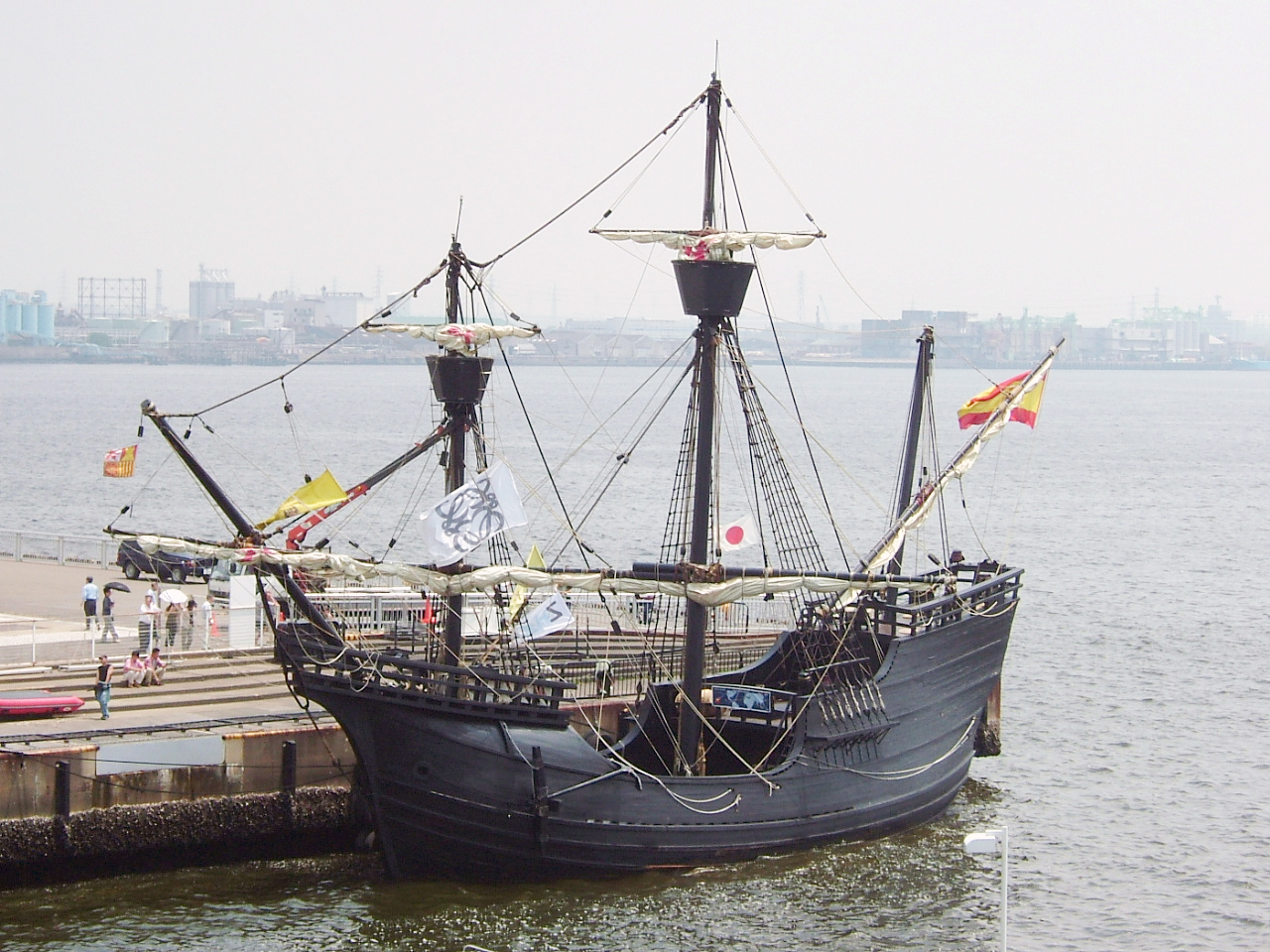
La capacidad de carga de una nao podía cubrir el coste de una expedición entera, como hizo la Victoria a su vuelta de la expedición de Magallanes y Elcano. En la foto, una réplica realizada en Isla Cristina en visita a Japón.

Las naos resultaron buenos buques de transporte como prueba el hecho de que solo la carga de especias que trajo la nao Victoria a los mandos de Juan Sebastián Elcano cubrió con creces los gastos de toda la expedición de Magallanes y Elcano (cinco naves en total). Por su parte los galeones demostraron sus posibilidades de navegación en travesías como la realizada por Miguel López de Legazpi en la conquista de Filipinas y el regreso del galeón San Pedro a Nueva España que rompió el dicho del Pacífico («Irás pero no volverás»).
Aunque el poderío de los navíos españoles era claro desde principios del siglo XVI, es en estos años cuando comenzó a cosechar sus más importantes logros, como la circunnavegación del mundo, la conquista de Filipinas y la protección inquebrantable de las flotas de Indias, pese a que el cine y la literatura han hecho ver lo contrario.

### Lepanto
En 1571 se produce el éxito más conocido de la Armada Española en toda su historia; se concentran en el puerto de Mesina (Italia) 70 galeras españolas procedentes de la propia España, de Italia y de Flandes, 9 de Malta, 12 del Papado y 140 venecianas formando la Liga Santa. La fuerza está dirigida por don Juan de Austria, y entre los principales mandos se encuentran Álvaro de Bazán, Juan Andrea Doria y Luis de Requesens.
El 7 de octubre de 1571 tiene lugar la batalla de Lepanto en el golfo del mismo nombre, con 260 galeras turcas; tras horas de batalla en la que los veteranos españoles e italianos asaltan las naves turcas y se lucha sobre ellas cuerpo a cuerpo, tan solo 45 naves otomanas logran escapar.
Esta victoria frenó el poderío naval turco, principalmente en el Mediterráneo occidental, y serviría para recuperar Túnez, Bizerta y La Goleta. A partir de este momento la atención española se centró en el Atlántico, dejando a un lado la política mediterránea, donde el Imperio otomano continuó con las últimas etapas de su expansión. En la realidad, al Imperio otomano no le costó mucho reponerse de la derrota en cuanto a los barcos se refiere. Por estos motivos la batalla de Lepanto no tuvo grandes repercusiones estratégicas; pero sí morales, pues era la primera vez que las armas otomanas cosechaban una derrota contundente frente a las cristianas.

### Unión con Portugal
Tras la muerte de Sebastián I de Portugal en Alcazarquivir, el trono luso queda vacante, posicionándose Felipe II como principal candidato a ocuparlo. En 1580 los tercios entran en Portugal y Felipe es coronado rey de Portugal en las Cortes de Tomar. Al mismo tiempo el otro candidato al trono, don Antonio, prior de Crato e hijo ilegítimo del padre de Sebastián, se hace fuerte en Lisboa.
En esta ocasión los barcos españoles lucharon coordinados con las tropas del duque de Alba en Lisboa para lograr la huida del pretendiente, perseguido por las tres compañías de Pedro Dávila, que lo encontraron y capturaron. La invasión de Portugal pudo terminar ahí si no hubiera sido por la codicia, que tantas veces perdería a los españoles en América, y los hombres que lo encontraron no se hubiesen dejado sobornar para permitirle la huida a las islas Azores (fieles al prior de Crato).
Álvaro de Bazán reúne en Sevilla y Lisboa doce galeras y sesenta naos gruesas. El 26 de julio de 1582 la escuadra española derrota a la luso-francesa en la batalla de la isla Terceira, asegurando las Azores para la Monarquía de Felipe II.

### La Armada de Vizcaya
Como consecuencia del Descubrimiento de América, empeoraron las relaciones entre España y Portugal. El rey de Portugal consideraba que, en virtud del Tratado de Alcáçovas, las tierras recién descubiertas le pertenecían, y en la corte española se tenían informes de que se estaba aprestando una armada en Lisboa, por lo que los Reyes Católicos llegaron a temer ataques portugueses a la segunda expedición de Colón.
Para remediar esta situación, los reyes encargaron desde Barcelona al doctor Andrés Villalón, regidor mayor y miembro del Real Consejo de Sus Altezas que apremiase la finalización de una armada oceánica que llevaba siendo preparada desde mediados de 1492. El objetivo real se disimuló diciendo que se trataba de luchar contra la piratería. Con permiso real, Villalón, en julio de 1493, encomendó en Bermeo esta tarea al bilbaíno Juan de Arbolancha. La armada fue conocida como Armada de Vizcaya, por formarse en Bermeo con naves y tripulaciones vizcaínas (en el sentido amplio, esto es, vascongadas). A finales de junio Íñigo de Artieta, nombrado por los reyes Capitán General de esta armada, reúne las naves en Bermeo y a finales de julio, la armada sale para Cádiz, a donde llegan a primeros de agosto.
Esta armada estaba formada por una carraca de 1000 toneles, mandada por Íñigo de Artieta, cuatro naos, de entre 405 y 100 toneles, mandadas por Martín Pérez de Fagaza, Juan Pérez de Loyola, Antón Pérez de Layzola y Juan Martínez de Amezqueta, y una carabela para tareas de enlace y exploración mandada por Sancho López de Ugarte. Llevaba casi 900 hombres. La carraca llevaba 300 hombres, la mayoría de Lequeitio, la nao de Martín Pérez de Fagaza, 200, la mayoría de Bilbao, Baracaldo y otros lugares de Vizcaya, las de Juan y Antón Pérez de Layzola, 125 por nao, casi todos guipuzcoanos, y la de Juan Martínez de Amezqueta, 70. En la carabela iban 30 hombres. El coste de la armada fueron 5 854 900 maravedíes. Las tripulaciones estaban formadas aproximadamente por un hombre de mar por cada dos hombres de guerra.
Aunque se consideraba que la misión de esta armada sería dar escolta a las naves de Colón desde su salida de Cádiz hasta que estuviesen bien adentradas en el océano, para protegerlas de ataques de naves portuguesas preparadas para dirigirse hacia las tierras descubiertas, en agosto de 1493, al conocer los reyes por Colón que las naves portuguesas no iban a hacerse a la mar, es comisionada para trasladar al rey Boabdil y su corte de Adra hacia las costas africanas. A su regreso se le ordena preparar un viaje a Canarias, que no llega a realizar.
Después de la firma del Tratado de Tordesillas con Portugal, la armada deja de ser necesaria, por lo que en el verano de 1494 se ordena su disolución. Pero la situación en Italia la vuelve a hacer necesaria, por lo que la disolución no llega a producirse, y la armada, aumentada con 7 carabelas, se dirige a Sicilia para unirse a las 20 naves que allí se encontraban.

### Las flotas de Indias

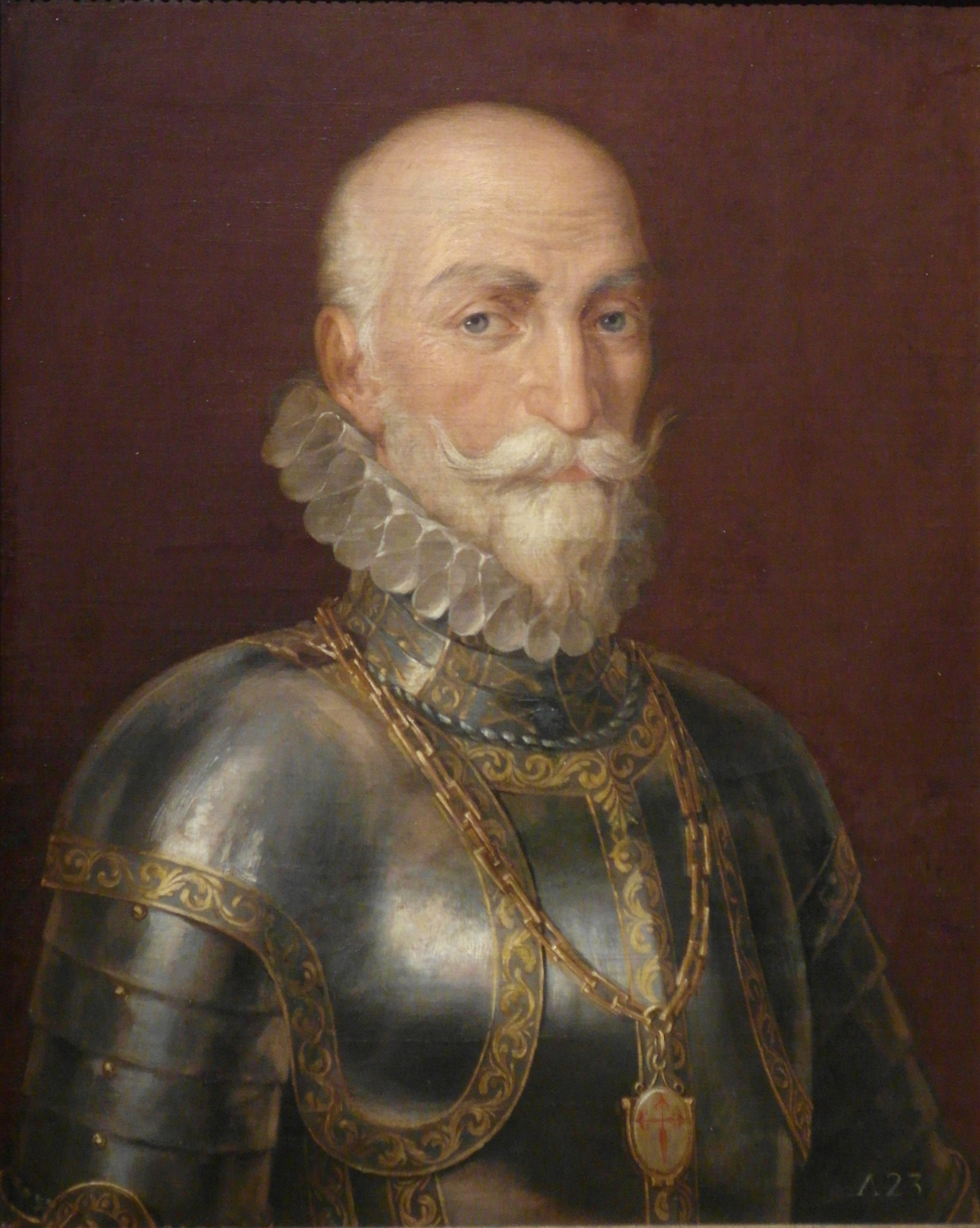
El almirante Álvaro de Bazán, célebre en el manejo de galeones de guerra durante el siglo XVI

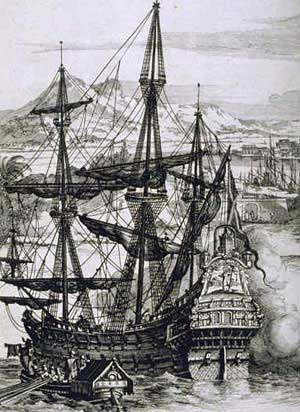
Los galeones fueron piezas muy codiciadas. Por eso Francis Drake no tuvo reparos en abandonar su flota para saquear uno durante los combates contra la Gran Armada.

En agosto de 1543 se promulgó una ordenanza según la cual se establecían dos flotas anuales. La primera era llamada de Nueva España y partía desde Sanlúcar de Barrameda (en la desembocadura del Guadalquivir) hacia las Antillas Mayores, de allí a Veracruz en México para recoger su cargamento y llevarlo de vuelta a la Península. La segunda era denominada de Tierra Firme y su primer destino eran las Pequeñas Antillas, desde donde continuaba hacia Panamá entre julio y agosto.
Estas flotas estaban formadas por unos 30 o 35 navíos de los que al menos dos eran galeones, uno para el comandante de la flota y su estado mayor (llamado «Capitana») y el otro para el almirante (por lo que recibía el nombre de «Almiranta»). Ambas naves contaban con cuatro cañones de hierro, ocho cañones de bronce y 24 piezas menores. El resto de las naves iban equipadas con dos cañones, decenas de arcabuces y varias armas blancas de distintos tipos.
Estos galeones resultaban insuficientes en muchas ocasiones para garantizar la seguridad del cargamento, por lo que se dotaba a ambas flotas de una escolta formada por ocho o diez galeones. Por esta razón se llamaba a la flota escoltada “convoy de los galeones”.
Los servicios de información y seguridad eran excelentes, según J. B. Black. Antes de partir hacia las Indias eran revisados tres veces y esperaban órdenes alejados de la costa para evitar que subieran a bordo piratas, renegados o moriscos, que tenían prohibido emigrar a América. La comunicación entre la capitana y la almiranta se realizaba periódicamente por medio de buques rápidos. Al avistar tierra, las naves no podían fondear para descender a tierra salvo en casos de extrema necesidad y por un período no superior a las 24 horas. Las penas por infringir estas órdenes eran contundentes, pudiendo llegar a la pena de muerte. Además, antes de su partida, se enviaba un navío rápido para informar a la Península de su llegada prevista y el cargamento que llevaban. Asimismo se recogía información del tiempo y de la posible presencia de fuerzas piratas. En caso de que la situación lo requiriera, las dos flotas podían viajar juntas o retrasar su salida o enviar el cargamento en tres o cuatro zabras, barcos de unas 200 t, rápidos y bien armados que podían realizar el viaje en 25 o 30 días en lugar de los mercantes habituales o, en casos extremos, renunciar a efectuar el viaje hasta el año siguiente.
Estas flotas solían llevar oro de México y/o Perú y plata de Potosí. Sin embargo, no eran los únicos productos de gran valor; sus bodegas también llevaban piedras preciosas, perlas obtenidas en las costas del Caribe venezolano y colombiano, algunas especias, como la vainilla, y plantas tintoreras muy codiciadas, como el palo de Brasil y el palo campeche. Estos tesoros hacían que cualquier barco separado del resto por una tormenta, por ejemplo, fuese una presa muy codiciada, y su apresamiento permitía alimentar la leyenda de grandes capturas por parte de los piratas, que en realidad solo ocurrieron de manera excepcional. Puede calificarse así a la Flota de Indias como una de las operaciones navales más exitosas de la historia. De hecho en los 300 años de existencia de la Flota de Indias solo dos convoyes fueron hundidos o apresados por los ingleses.
Entre los personajes históricos españoles que participaron en la Carrera de Indias destaca el corsario y comerciante Amaro Rodríguez Felipe más conocido como Amaro Pargo. Su participación en la carrera de Indias comienza en el bienio 1703-1705, periodo en el que fue dueño y capitán de la fragata El Ave María y las Ánimas, navío con el que navegó desde el puerto de Santa Cruz de Tenerife hasta el de La Habana. Reinvirtió los beneficios del comercio canario-americano en sus heredades, destinadas principalmente al cultivo de la vid de malvasía y de vidueño, cuya producción ―principalmente la de vidueño― se enviaba a América.

### El Atlántico como nuevo escenario
Durante el reinado de Felipe II, Francisco Pizarro demuestra que el Perú no era un mito y que sí era enormemente rico en metales preciosos. Este descubrimiento se uniría a los hallazgos en México y Bolivia (con las famosas minas de Potosí).
Pese a que durante muchos años los monarcas hispanos trataron de mantener en secreto lo descubierto en América, ya en 1521 piratas franceses a las órdenes de Jean Fleury lograron capturar parte del famoso «Tesoro de Moctezuma», abriendo toda una nueva vía para asaltos y abordajes en busca de fabulosos botines. Ante las relativamente inmensas riquezas encontradas, pronto cundió el ejemplo entre los franceses y el acecho y asalto a los barcos españoles fueron aumentando.
Aunque las capturas fueron ínfimas para las muchas riquezas traídas de las Indias, la importancia de estos cargamentos era demasiada como para no protegerlos. Así, España comenzó a contar con dos tipos diferentes de flotas. Por un lado, la mediterránea, en la que proliferaban las galeras movidas por remeros (barcos obsoletos, pero que la victoria en batallas como la de Lepanto parecía desmentir). Por otro, las atlánticas, integradas por naos y galeones. Aunque las galeras se mantuvieron en vigor muchas décadas, fueron las flotas atlánticas quienes realmente tuvieron el favor de Felipe II y sus herederos; el propio Juan de Austria debía dejar anclados sus barcos por falta de presupuesto tras la exitosa victoria de Lepanto.
En aquel momento, la flota atlántica contaba con las mejores técnicas y los avances más recientes en navegación; sus planos, diseño y construcción de naos y galeones eran un secreto guardado celosamente. Tanto es así que no ha llegado a nuestros días, como demostró el hecho de que ninguna de las réplicas realizadas con motivo de los 500 años del descubrimiento de América lograse igualar los tiempos conseguidos por Colón. Por consiguiente, el transporte de las mercancías estaba asegurado si no mediaban tormentas que mandaran a pique muchos barcos. Los cargamentos eran llevados por dos flotas anuales que partían principalmente de Cartagena de Indias e iban escoltadas por una dotación de naos y especialmente de galeones.

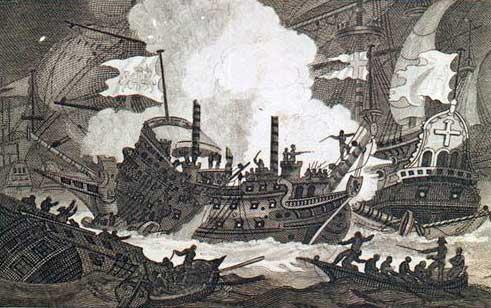
El ', buque insignia de Drake en 1589, en el momento de su captura por parte de la Armada Española en aguas de las islas Azores en 1591, dos años después del desastre inglés de la Contraarmada.

A los piratas ingleses, como Francis Drake o John Hawkins, siempre se les ha presentado en Inglaterra como héroes nacionales y un auténtico calvario para las arcas de la Corona española. Pero estudios más detallados sobre esta piratería indican que la potencia de la flota española era abrumadora sobre todas las demás. Un ejemplo está en la derrota que sufrieron aquellos dos piratas a manos de la flota de Nueva España en la batalla de San Juan de Ulúa en 1568, de la que los ingleses solo pudieron salvar dos barcos.
La superioridad que una formación de galeones tenía sobre cualquier armada quedó patente con los primeros combates en 1588 contra los barcos ingleses de la Grande y Felicísima Armada, a la cual tras su fracaso los ingleses apodaron irónicamente como la Armada Invencible, nombre que nunca tuvo oficialmente. En aquella ocasión no se trataba de una flota pirata, sino de todas las fuerzas inglesas luchando por la supervivencia de su propio país. Aún con todo eso no pudieron romper la formación de la Armada ni detenerla. Únicamente después de desordenar los barcos con brulotes y el apoyo de las naves neerlandesas, además de un clima desfavorable, consiguieron causarle daños a las naos y galeones españoles, pero solo en cuatro naves (una galeaza, una nao y dos galeones), con 800 bajas (de un total de 130 navíos y casi 29 000 hombres). Esta no es una tesis revisionista ni significa que la Invencible no fracasara, pero sí que la acción de la escuadra inglesa no causó el desastre.
Tras esta victoria cundió el optimismo en la corte de Isabel I, e incluso la euforia, lo que les llevó en parte a organizar la Contra-Armada. Los ingleses consideraban posible invadir España por La Coruña, pero los hechos demostraron que estaban equivocados. Los hombres que mandó Álvaro de Bazán antes de su muerte y los habitantes de las ciudades los aguardaban y les infligieron una contundente derrota, primero en La Coruña y después en Lisboa, Cádiz y Cartagena de Indias. Los ingleses perdieron también 20 naves y 12 000 de sus hombres. La diferencia con las bajas españolas es que esta cifra era más de la mitad de los soldados y marineros enviados (20 000 en total), la mayoría bajo los cañones españoles. El consejo privado de Isabel I en un informe reservado calificó la operación de la siguiente manera:

La expedición de la Contra-Armada ha sido no solo una catástrofe financiera, sino también estratégica.

Felipe II envió dos armadas más contra Inglaterra, que también fracasaron a causa del tiempo. Pero esto no es algo único: Japón nunca fue invadido por los mongoles gracias al llamado Viento Divino (Kamikaze, en japonés).
Las hostilidades siguieron entre las dos naciones, que estaban cada vez más agotadas. Según algunos historiadores, como Mariano González Arnao, si Felipe II no planificó concienzudamente la invasión de Inglaterra, más bien aguardaba la intervención divina en una causa que debía ser también la suya. Si hubiera trazado un plan meticuloso, como era él, los resultados hubiesen sido muy diferentes, pues Inglaterra realmente contaba con muy pocas fuerzas para defenderse. Esto parecen confirmarlo hechos como:
- En julio de 1595 el capitán Carlos de Amésquita pasó siete días con sus tres galeras desembarcado en tierras inglesas sin encontrar excesiva resistencia.
- Con Felipe III, Juan del Águila desembarcó 3500 infantes en Kinsale y aguantó allí cuatro meses, hasta que finalmente se retiró en febrero de 1602.

A finales del siglo XVI, las dos naciones estaban exhaustas. España había logrado victorias frente al duque de Essex y en las Azores frente a Raleigh, desbaratando el intento de conquista inglés del Istmo de Panamá en 1596, sonado fracaso que costó la vida a los dos mejores marinos ingleses de la época, sir Francis Drake y John Hawkins. Por su parte, los hombres del corsario George Clifford, tercer conde de Cumberland lograron apoderarse de San Juan de Puerto Rico en 1598, aunque tuvieron que retirarse a los pocos meses. Ante esta situación, con una suerte de la guerra muy tornadiza y con la muerte de Isabel I, España e Inglaterra se apresuraron a firmar el Tratado de Londres en agosto de 1604.

## Potencia naval mundial hasta elsigloXVIII

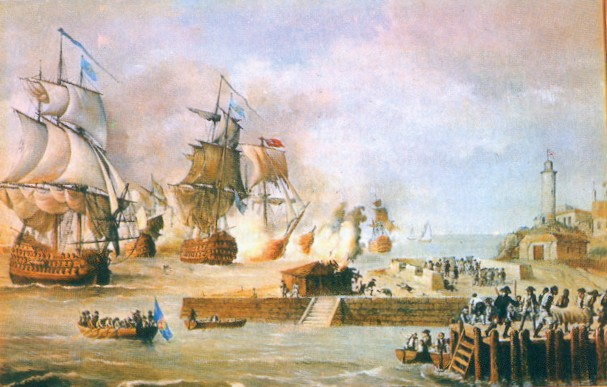
Ataque británico durante la batalla de Cartagena de Indias que supuso un descalabro monumental para Gran Bretaña y para la Marina británica, gracias a la hábil intervención de la Armada Española comandada por el almirante Blas de Lezo.

A pesar de la errónea noción de que España empezó a perder su supremacía naval mundial tras la derrota de la Grande y Felicísima Armada de 1588, falacia difundida esencialmente por la historiografía inglesa o anglófila, es un hecho demostrado que el poder naval español no solo no disminuyó entonces, sino que perduró hasta el XVIII, lo cual permitió a España mantener la comunicación con sus provincias y territorios de Ultramar mediante sus Flotas de Indias (América) y el Galeón de Manila (Filipinas). En 1714, ya bajo la dinastía de los Borbones, se creó una Secretaría de la Armada, que impulsó la reforma, la modernización y la expansión de la Armada en el siglo XVIII, necesaria para asegurar la comunicación con los territorios españoles de ultramar, amenazada frecuentemente por corsarios y potencias extranjeras.

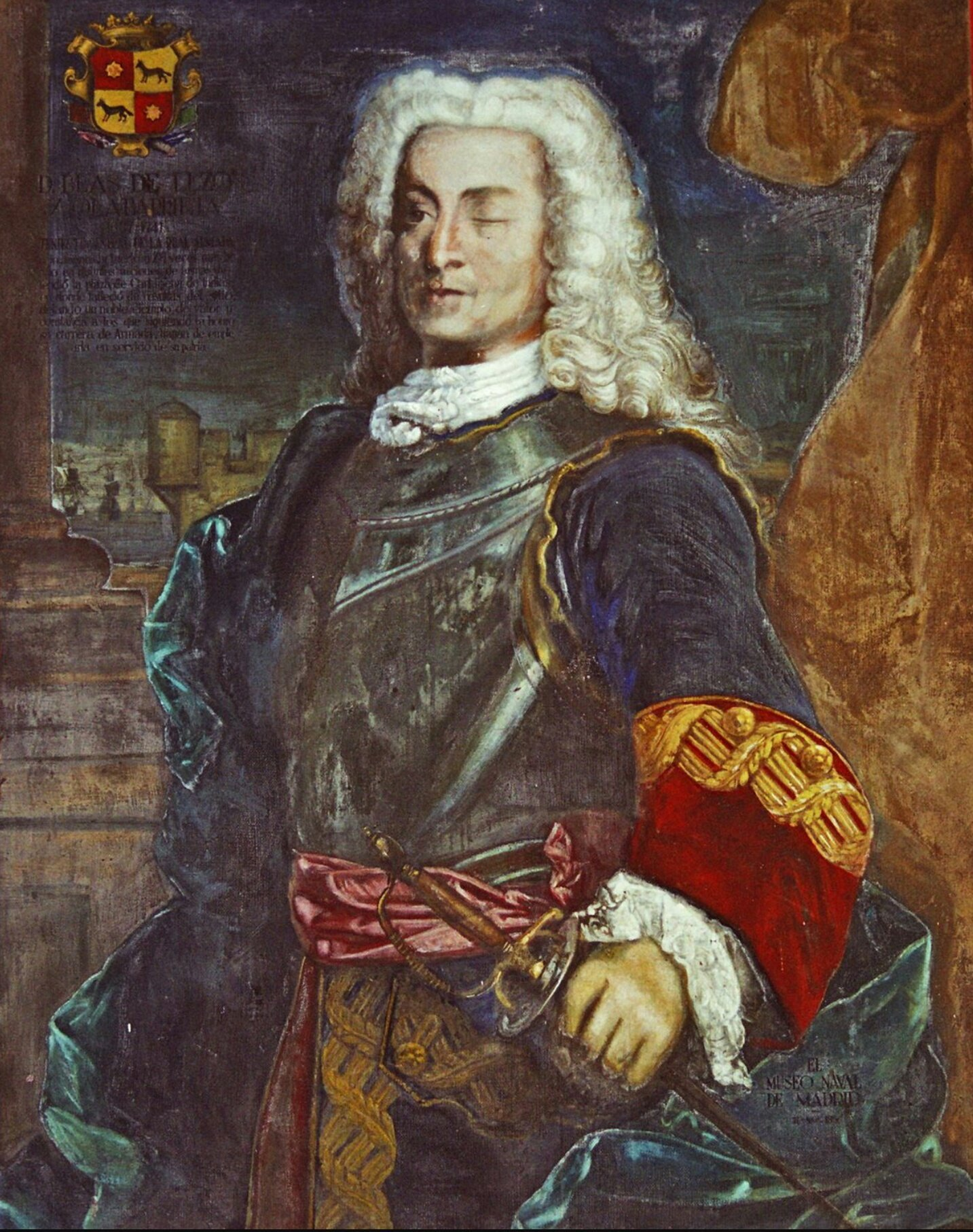
Blas de Lezo, uno de los más grandes almirantes de la Armada Española y héroe del sitio de Cartagena de Indias.

La Marina británica sufrió en 1741 la derrota más grande de su historia durante el sitio de Cartagena de Indias (ver Guerra del Asiento), cuando una enorme flota de 186 buques ingleses con 23 000 hombres a bordo atacaron el puerto español de Cartagena de Indias (hoy Colombia). Esta acción naval fue la más grande de la historia de la Armada Británica, y la segunda más grande de todos los tiempos después de la batalla de Normandía durante la Segunda Guerra Mundial. Tras la derrota, los ingleses prohibieron la difusión de la noticia y la censura fue tan tajante que pocos libros de historia ingleses contienen este episodio de su historia.
Un error historiográfico muy común es el que dice que la superioridad naval británica impidió completamente el comercio americano, pero en realidad la flota de galeones que unía España con América se perdió solamente en cuatro ocasiones a lo largo de 300 años. En ese sentido, tampoco es conocido el episodio que tuvo lugar en 1780, durante el reinado de Carlos III, cuando el almirante Luis de Córdova apresó un gran convoy inglés en el cabo de San Vicente, donde tuvieron lugar las batallas del Cabo de San Vicente. Al divisar a la escuadra española (con algunas unidades francesas) al mando de Luis de Córdova, en vez de hacerle frente la escolta del convoy, esta se dio a la fuga, y los mercantes, algunos de ellos armados con más de 30 cañones, apenas opusieron resistencia. La derrota, en esta ocasión de Su Graciosa Majestad, fue doble, en el sentido de que no solo se perdieron esos barcos, sino que todos pasaron a engrosar la Real Armada de su Católica Majestad, dando años de buenos servicios y llegando a portar hasta 40 cañones.

## Felipe V y sus hombres reforman la Armada

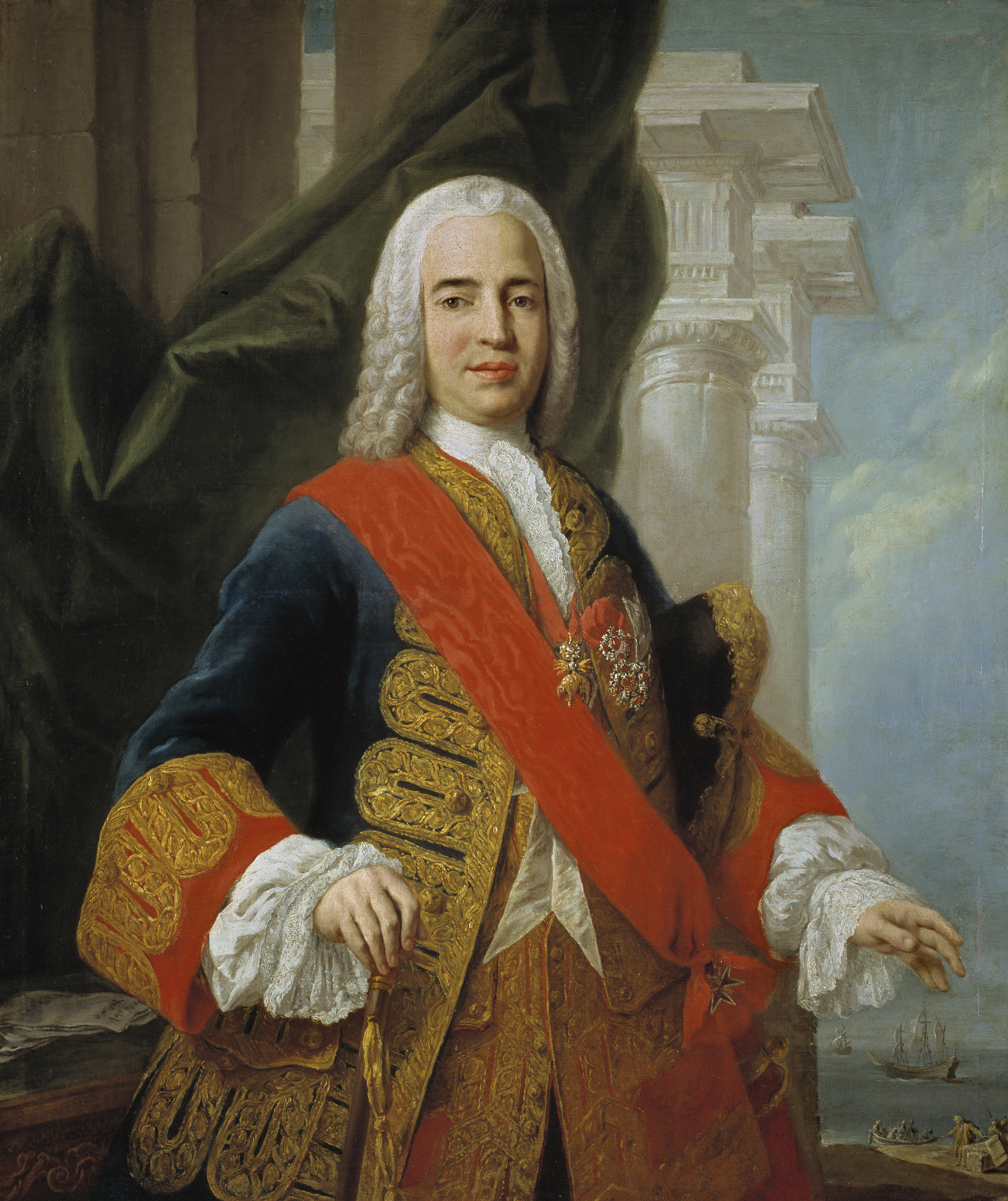
Zenón de Somodevilla, marqués de La Ensenada, el gran reformador de la Armada Española

El deseo de las otras potencias por reducir el poder de España y quedarse con algunas de sus posesiones no podía quedar zanjado con el testamento real, por lo que la guerra de Sucesión era casi inevitable. Esta guerra y las negligencias cometidas en ella llevaron a nuevas derrotas para las armas españolas, llegando incluso al propio territorio peninsular. Así se produjo la pérdida de Orán, Menorca (que no se recuperaría definitivamente hasta 1802) y la más dolorosa y prolongada, que fue la de Gibraltar, del que los británicos se apoderaron a traición. Solo 80 soldados y 300 milicianos, con escasa o nula instrucción militar, dotados con 120 cañones (de los que un tercio estaban inservibles) lo defendían, frente a una flota anglo-holandesa que totalizaba 10 000 hombres y 1500 cañones, apoyada por un batallón de 350 soldados catalanes partidarios del archiduque Carlos de Austria (que desembarcaron en una playa conocida desde entonces como playa de Los Catalanes). Tras cinco horas de bombardeos la plaza se rindió, pero no a Reino Unido sino a Carlos III de España, como se autotitulaba el archiduque, en cuyo nombre fue ocupada. Dicha apropiación, calificada por historiadores del propio Reino Unido como «acto de piratería», fue contraria a toda ley, puesto que Inglaterra ni siquiera estaba en guerra con España, sino que simplemente intervenía en favor de uno de los pretendientes al trono. Felipe V, deseoso de lograr el reconocimiento de Reino Unido como rey de España, accedió mediante el Tratado de Utrecht a perpetuar tal situación.

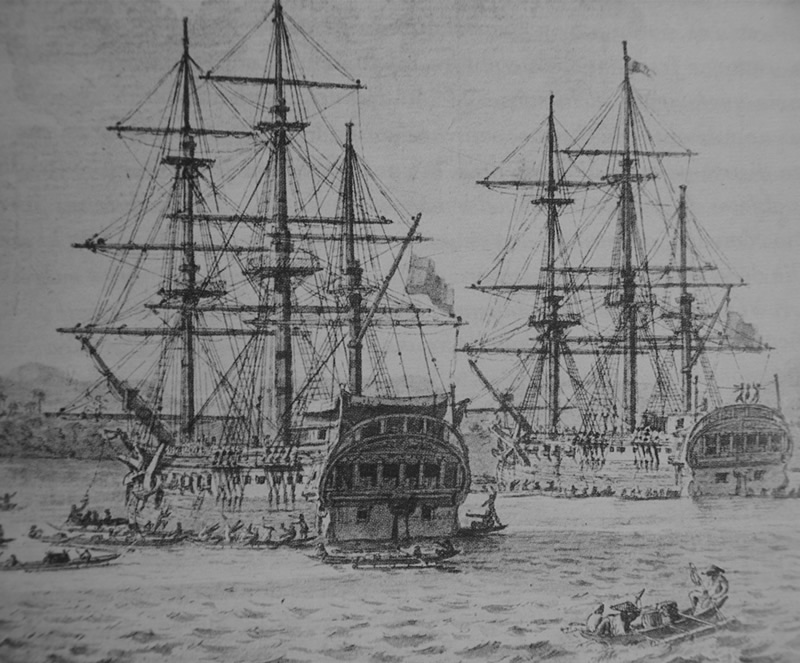
corbetas Atrevida y Descubierta, al mando de Alejandro Malaspina y José de Bustamante, conformaron la Expedición Malaspina (1789-1794), un viaje de tipo político y científico alrededor del Mundo, con el fin de visitar la gran mayoría de las posesiones españolas en América y Asia.

Felipe V no estaba preparado para dirigir el reino más grande de aquel momento y él lo sabía; pero también supo rodearse de las personas más preparadas que trajeron un proyecto, y la Armada —es la primera vez que puede llamarse así— fue uno de los puntos donde más éxitos se lograron.
El primero de los reformadores fue José Patiño. Este italiano de origen gallego, uno de los mejores técnicos navales del siglo XVIII, comenzó por la reestructuración de las flotas y las pequeñas armadas en una institución única y común. Así mismo fundó nuevos astilleros, como Cádiz o Ferrol, y configuró, junto al ministro ilustrado Zenón de Somodevilla, marqués de La Ensenada, los importantes arsenales de donde pudieran salir los cañones, munición, herrajes y demás enseres para poder armar todos los barcos que debían construirse. Patiño logró poner a flote 56 barcos y construir 2500 nuevos cañones. La labor de Patiño ha sido siempre recordada por la Armada, hasta el punto de que, en el siglo XX, uno de los buques de aprovisionamiento logístico fue bautizado con su nombre.

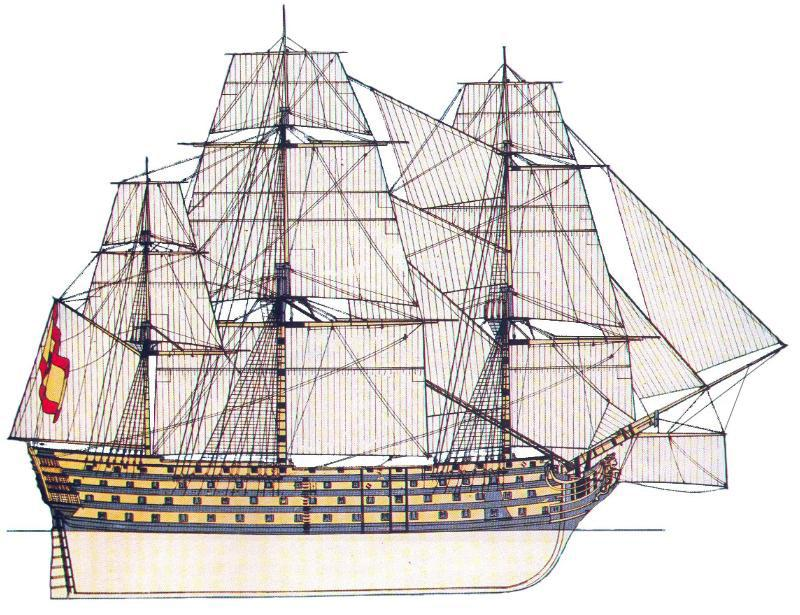
Vista lateral del navío de línea Santísima Trinidad (1769), con sus cuatro puentes y 140 cañones fue apodado «El Escorial de los mares». Fue el buque insignia de la escuadra española responsable del apresamiento de 52 buques británicos el 9 de agosto de 1780.

Patiño encontró en Cádiz a un joven que llamó su atención y le dio su primer nombramiento en 1720 con 18 años. Su nombre era Zenón de Somodevilla que llegaría a ser Marqués de la Ensenada.
Mientras, se van ampliando territorios con la ayuda de la Armada; en 1732 cae Orán (ver Expedición española a Orán). En 1734 los navíos y las tropas españolas reconquistan el Reino de Nápoles y el Reino de Sicilia en lo que se ha denominado el gran triunfo italiano.
El marqués de la Ensenada, otro de los grandes reformadores de la Armada, consciente de que la Armada Española comenzaba a estar anticuada, aconsejaría en 1748 que el experto marino Jorge Juan y Santacilia viajase a Reino Unido para espiar y conocer las nuevas técnicas navales británicas, y algunos de estos técnicos cualificados extranjeros serían contratados por la Corona para trabajar en los astilleros españoles. Será así como proyecte y haga realidad la construcción para España de una gran flota, algunos de cuyos navíos estarían en la vanguardia de la ingeniería naval de la época, como el navío de línea Montañés. La Armada contó un aumento de al menos 60 navíos de línea y 65 fragatas listas para operar. Asimismo, Ensenada eleva el Ejército de tierra a 186 000 soldados y la Armada a 80 000.
Durante el resto del siglo, la preeminencia de la Armada Española, y especialmente en el Atlántico, fue manifiesta, como se demostró, entre otras ocasiones, en la llamada guerra del Asiento, donde destacó uno de los mayores almirantes que jamás haya tenido la Armada Española, el guipuzcoano Blas de Lezo. Otro destacado marino y capitán general de La Armada de este periodo fue Don Luis de Córdova y Córdova.

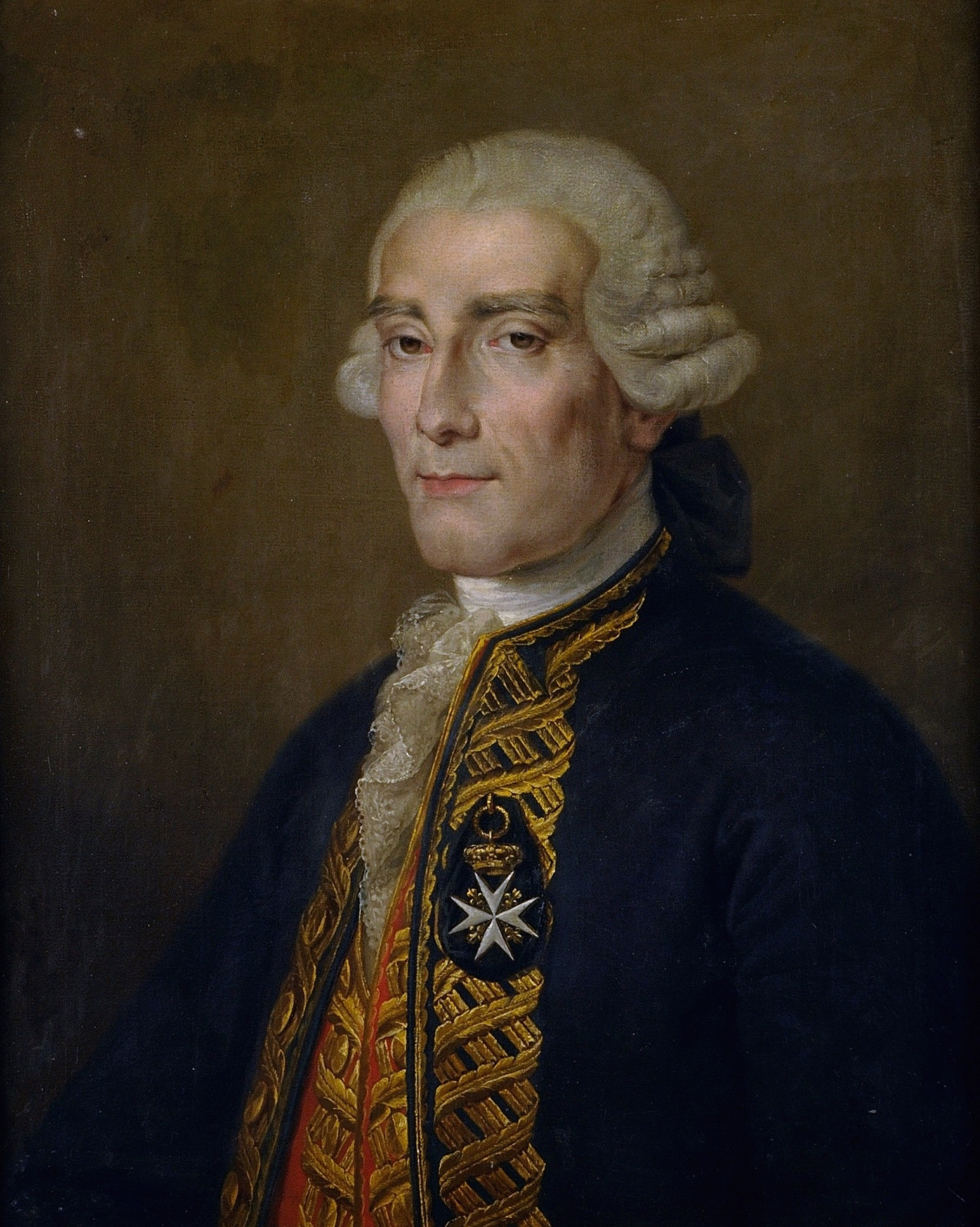
Jorge Juan y Santacilia, apodado en el continente europeo como «El sabio español», fue el principal artífice de la reforma integral del modelo naval español en el.

El arsenal de La Habana fue el principal astillero de la Armada durante el siglo XVIII con 197 barcos construidos en 97 años. Desde el Nuestra Señora de Loreto, de 12 cañones, hasta el Santísima Trinidad (1769), originalmente con 120. La riqueza en recursos naturales de Cuba y sus fuertes defensas la hicieron un sitio ideal para la construcción de barcos nuevos. Botado en 1739, el Princesa de 70 cañones luchó solo contra tres barcos británicos de similar porte en 1740. Esta fue la primera vez que los británicos se dieron cuenta de la calidad del diseño español y su construcción. Este navío, ya viejo cuando se capturó, estuvo 20 años más en servicio en la Marina británica.
El arsenal de Ferrol fue el segundo astillero más importante de la Armada durante el siglo XVIII, construyó 50 barcos entre 1720 y 1790 incluido el San José de 112 cañones. Capturado por Nelson en el cabo de San Vicente y renombrado San Josef, fue el primer buque insignia de Nelson. Que un comandante prominente escogiera un navío extranjero como buque insignia es aún más evidencia de la calidad de los barcos españoles. En 1735 se botó el Guerrero de 74 cañones, que se hizo el buque de guerra de línea con más antigüedad en la edad de vela con un registro de 89 años de servicio continuo. Un ejemplo de diseño y calidad.
En cuanto a la infantería de marina española del XVIII destacan dos nombres por su valentía y heroicidad: el Capitán Correa y Ana María de Soto. El capitán Antonio de los Reyes Correa, arriesgando su vida y la de los suyos en uno de los mayores y nobles actos de la infantería de marina española consiguió evitar la invasión inglesa de Puerto Rico en 1702, lo que le valió para ser condecorado por el rey Felipe V en 1703 y ser ascendido a Capitán de Infantería. Su gesta evitó la invasión británica de Puerto Rico y las catastróficas consecuencias que hubiera tenido para España. Ana María de Soto, haciéndose pasar por varón con el nombre de Antonio María de Soto, se alista en la 6.ª compañía del 11.º Batallón de Marina en 1793, siendo licenciada con pensión y honores de sargento en 1798 al descubrirse que era mujer. Fue la primera mujer Infante de Marina del mundo.

## Reinado de Carlos III
El ascenso al trono español de Carlos III supuso un cambio en la política exterior española cuya principal consecuencia fue la alianza con Francia. La firma del Tercer Pacto de Familia en 1761 conllevó la entrada de España en la guerra de los Siete Años al lado de Francia en un momento en que la armada francesa había sido severamente derrotada en Europa y la mayor parte de las colonias del país habían caído en manos de Gran Bretaña. La armada española, en aquellas fechas, se componía de 47 navíos de línea y 28 fragatas en estado de servicio, y contaba con un personal conistente en 50.000 hombres, de los cuales solo 26 000 estaban en disposición de servicio inmediato.
Los planes del monarca español consistían en invadir Gran Bretaña en conjunción con Francia y asediar la plaza de Gibraltar. Ninguno de estos planes, sin embargo, pudo llevarse a cabo, y los británicos tomaron la iniciativa desde un primer momento. En 1762 zarpó de Inglaterra una armada al mando del almirante George Pocock compuesta de 27 navíos de línea, 15 fragatas, nueve avisos, tres bombardas y 150 transportes con un total de 22.326, marineros y soldados. El objetivo de esta expedición, comparable a la de Edward Vernon que atacó infructuosamente Cartagena 20 años antes, era la conquista de La Habana, principal ciudad de la América española.
La armada española disponía en la plaza de 14 navíos de línea y 6 fragatas al mando de Gutierre de Hevia, marqués del Real Transporte; además de fuerzas terrestres numéricamente superiores a las que defendieron Cartagena en 1741. Las fortificaciones de La Habana eran igualmente más sólidas que las de la plaza neogranadina.
La defensa de La Habana se caracterizó por los errores del mando español, siendo el primero de ellos el hundimiento en la boca del puerto de tres navíos de línea, el Asia, el Neptuno y el Europa, cosa que dejó a la escuadra al completo bloqueada. Los infantes de marina, marineros y oficiales de estos navíos colaboraron en la defensa de la ciudad. Luis Vicente de Velasco, capitán del navío Reina, lideró una heroica defensa en el castillo del Morro durante la cual perdió la vida, pero nada pudo evitar la caída de la ciudad el 12 de agosto de 1762. 12 navíos de línea españoles cayeron en manos británicas, además de otros dos que estaban construyéndose en los arsenales y numerosas fragatas y buques menores. El golpe para la armada española fue muy grave, pues una tercera parte de sus efectivos habían sido apresados.
Manila cayó en manos británicas un mes y medio después de La Habana. En aguas filipinas las unidades navales británicas se apoderaron del galeón de Manila Santísima Trinidad. Además de estos reveses cabe destacar la insignificancia, al contrario que en otras guerras, del corso español. Mientras los británicos apresaron 120 buques a los españoles, estos hicieron solamente 19 presas a sus enemigos; ninguna de ellas de demasiado valor.
Del último periodo de siglo cabe destacar a los marinos e ingenieros navales José Joaquín Romero y Fernández de Landa y a Julián Martín de Retamosa, promotores de algunos de los mejores navíos de línea de su época. En 1797 la Armada disponía de 239 buques, de ellos 76 navíos de línea y 52 fragatas, la cifra más elevada de toda la centuria.

## Fin de la supremacía naval en Trafalgar y el paso al vapor

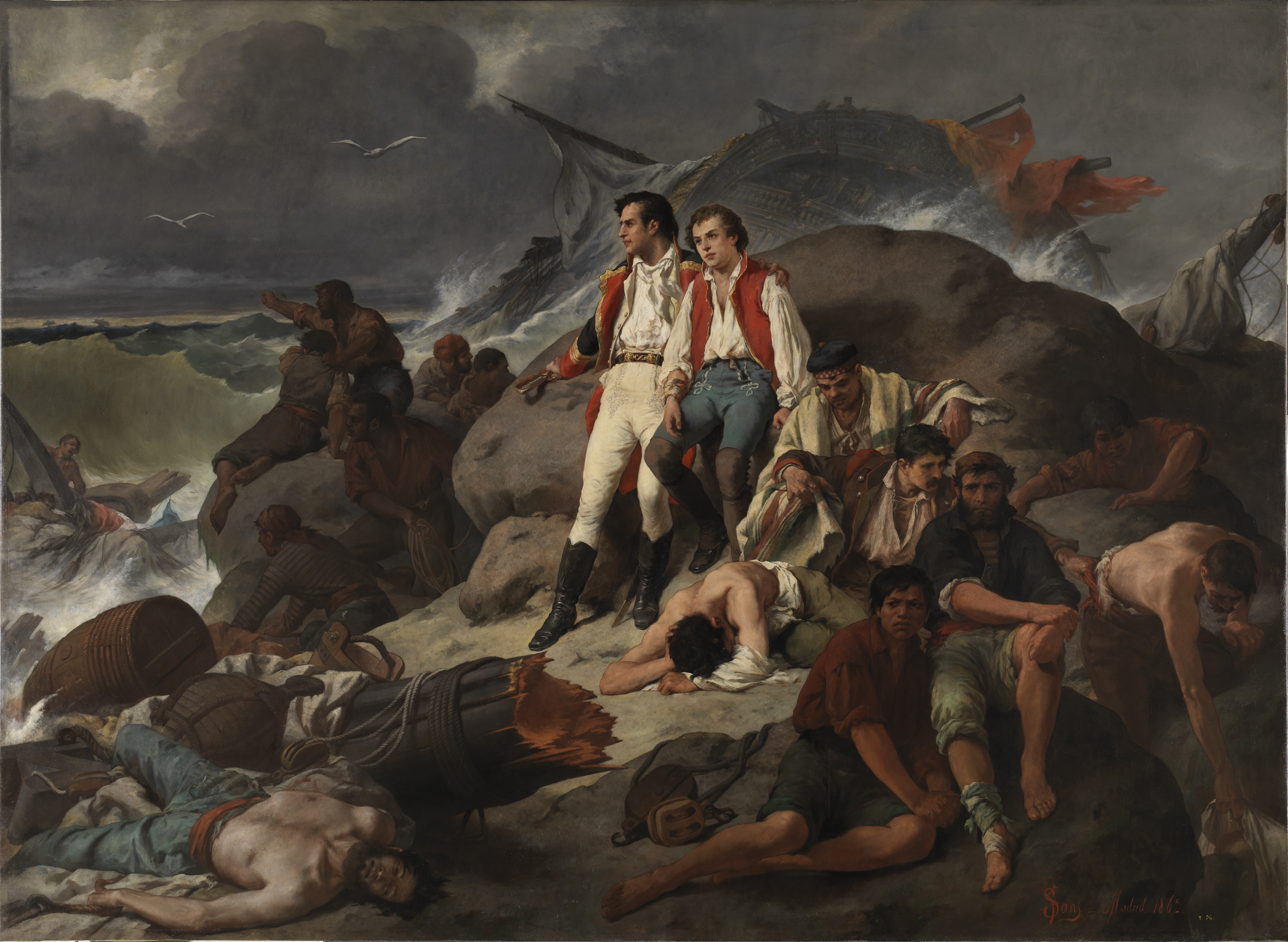
Episodio de la Batalla de Trafalgar de Francisco Sans Cabot (1862). El lienzo muestra a marinos españoles supervivientes del navío de línea Neptuno, que tras la batalla de Trafalgar se estrelló y hundió debido a un temporal en las inmediaciones del castillo de Santa Catalina de El Puerto de Santa María (Cádiz).

El 21 de octubre de 1805, la flota franco-española forzada a la batalla por el almirante francés Villeneuve, en contra de los consejos del alto mando español encabezado por Federico Gravina, fue severamente derrotada en la batalla de Trafalgar. Tras las matanzas perpetradas durante la Revolución francesa, la calidad y capacidad de la oficialidad y del almirantazgo francés había quedado seriamente afectada; así mismo, muchas de las tripulaciones españolas enroladas por el mando napoleónico eran soldados de tierra, campesinos e incluso mendigos reclutados para la ocasión, en contraste con las profesionales tripulaciones británicas, bien entrenadas y que habían vivido numerosas acciones navales. La pérdida de muchos marineros experimentados en una epidemia de fiebre amarilla en 1802-04 había conducido a una acción apresurada reuniendo una fuerza tan disminuida. En contraste, las atrevidas tácticas de Nelson se aprovecharon de las dificultades y la falta de previsión y de liderazgo de los franceses, con Villeneuve a la cabeza, que ya había dado sobrada muestra de incapacidad para el mando en la vergonzosa derrota en la batalla de Finisterre tres meses antes.
En contra de la opinión generalizada de la historiografía británica y también de parte de la historiografía, literatura e imaginario español, la batalla de Trafalgar no significó el colapso de la Real Armada española, y muestra de ello son los dos sonoros fracasos británicos en 1806 y 1807 durante las invasiones inglesas del Virreinato del Río de La Plata en las que destacaría el marino Santiago de Liniers. En 1808 la Real Armada aún contaba con 43 navíos de línea y 25 fragatas. Realmente serían numerosos navíos como el Santa Ana, el Príncipe de Asturias y otros los que se pudrirían y desmoronarían por ausencia de carena en diferentes arsenales, ya que estos establecimientos industriales, otrora entre los primeros del mundo, fueron progresivamente abandonados y dejados en la ruina, debido a los efectos colaterales e indeseables de la invasión napoleónica y la guerra de Independencia, que destrozaría y arruinaría España, y a su Ejército y a su Armada.
En 1817 se elaboró un Plan Naval para la reconstrucción de la flota por parte del ministro Vázquez Figueroa, cuya intención era adquirir 20 navíos, 30 fragatas, 18 corbetas, 26 bergantines y 18 goletas. Se adquirieron seis buques como partida inicial a Francia, pero el ministro fue posteriormente apartado por el rey Fernando VII, por lo que no se cumplió su plan y, desoyendo a los mandos de la Armada, se adquirieron buques rusos de segunda mano a la Marina del Zar, lo que fue un escándalo y seguramente una de las peores inversiones de la Armada. Los buques estaban podridos y en pésimas condiciones marineras, por lo que no tardaron en ser dados de baja.[cita requerida]
Tras las pérdidas acaecidas durante las guerras de Emancipación hispanoamericanas, la Armada se encontraría en la peor situación de su historia. En 1824, en un primer y tímido esfuerzo por regenerar la Armada, se encargarían tres fragatas de 50 cañones terminadas en 1826, resultando excelentes a lo largo de su vida operativa. 
Entre 1795 y 1825 la Armada pierde 22 navíos en combate, 10 en naufragios, 8 que se entregan a Francia y 39 que tienen que ser dados de baja por su mal estado. En el mismo periodo solo se dan de alta 11 buques, 6 franceses y 5 rusos, resultando los rusos inservibles por su mal estado de conservación. Poco después de la muerte de Fernando VII, en el Estado General de la Armada de 1834 tan solo figuran 3 navíos, 4 fragatas, 5 corbetas y 8 bergantines, más algunas unidades menores, y con los arsenales en un estado ruinoso.
En 1834, José Vázquez de Figueroa volvió a su cargo como ministro de Marina, pero tuvo que enfrentarse con la primera guerra carlista. En aquellos años se empezaron a introducir los buques de vapor, lo que obligó a la compra de buques al extranjero. El primer buque de vapor utilizado por la Armada fue el Isabel II, durante la primera guerra carlista. Ese era un buque de tres palos y ruedas, artillado con 2 cañones y 6 carronadas y con una máquina de 270 caballos que le permitía alcanzar una velocidad de 6 nudos en propulsión a vapor. Su nombre original era Royal William, estaba arrendado y lo mandaba un Capitán de Navío inglés. Participó en las operaciones de Vizcaya sin grandes resultados. Las tres primeras unidades de vapor que adquirió la Armada fueron compradas a México en 1846.

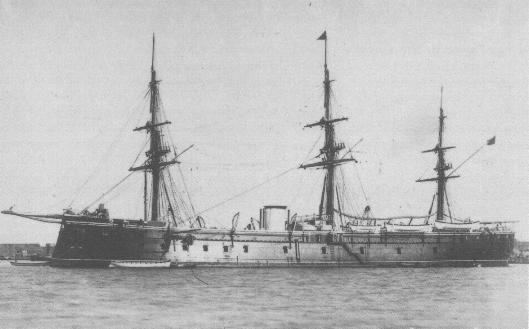
La fragata blindada Numancia, primer buque blindado en circunnavegar el Mundo.

Destacó la actuación de la Armada en la guerra hispano-sudamericana de 1865-1866, donde participaron buques como la fragata blindada Numancia las fragatas de hélice Blanca, Resolución, Berenguela, Villa de Madrid y Almansa o la corbeta de hélice Vencedora siendo sus principales acciones los combates navales de Papudo y Abtao, el bombardeo de Valparaíso y el combate del Callao.
En 1881, poco antes de la crisis de las Carolinas con el Imperio Alemán en 1885, en la Revista General de Marina, se había publicado un artículo que intentaba predecir el resultado de una futura guerra naval. En ella, una pequeña potencia se enfrentaba a España con un único acorazado moderno. El buque enemigo, tras interrumpir el tráfico y bombardear las ciudades costeras, se enfrentaba a la escuadra española, compuesta de las ya anticuadas fragatas blindadas Numancia, Vitoria y Zaragoza. Tras dejar atrás a la tercera por su escasa velocidad, el blindado enemigo averiaba a la segunda y hundía a la primera (buque insignia). El resultado no podía ser, pues, más descorazonador.
En 1885 la situación de la Armada era decepcionante, en comparación con otras flotas extranjeras más modernas. Atendiendo a su despliegue, la Armada española disponía de los siguientes buques:
- En la península, Baleares y Canarias se encontraban desplegadas las fragatas acorazadas Numancia, Vitoria, Sagunto y Zaragoza, las dos últimas con casco de madera, botadas entre 1863 y 1869.
- En Cuba había una vieja fragata de madera, la Concepción, dos pequeños cruceros de hierro, los Jorge Juan y Sánchez Barcaiztegui comprados en Francia al final del Sexenio. Un aviso, el Fernando el Católico, de idéntica procedencia, e igualmente metálico, y luego la habitual colección de vapores, goletas y cañoneros, por lo general en mal estado.
- En Filipinas había por su parte un crucero de madera, el Aragón, gemelo del Castilla y del Navarra, un crucero de hierro, el Velasco, un aviso, el Marqués de Duero, similar al Fernando el Católico, la corbeta de hélice Vencedora de 1861, tres goletas de hélice (Sirena, de 1863, y las Valiente y Animosa, de 1860); aparte de los transportes mencionados y pequeños cañoneros.

## De la guerra hispano-estadounidense a la Segunda República

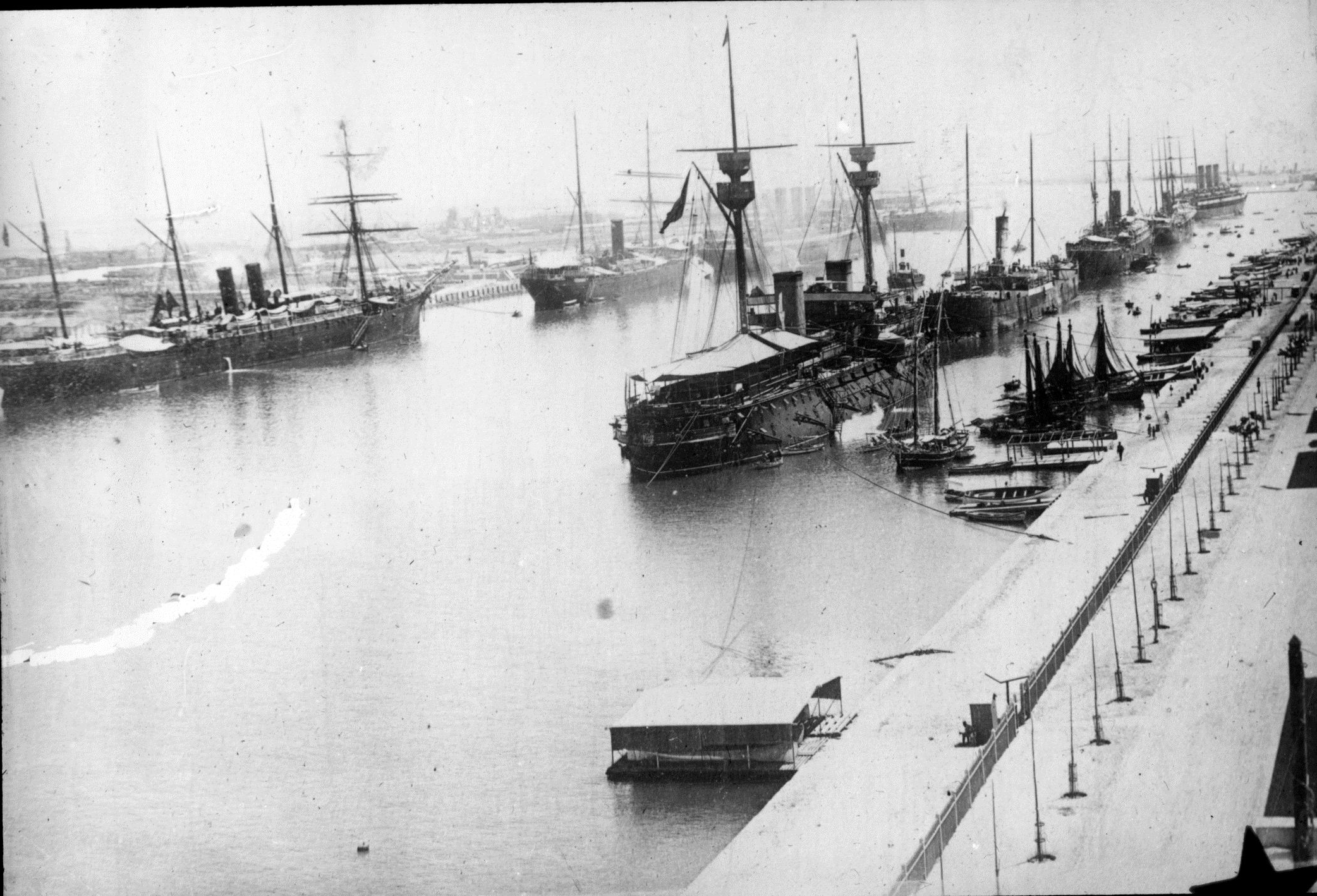
Flota española del Almirante Cámara anclada en el canal de Suez, formada entre otros por el acorazado Pelayo o el crucero Carlos V y que finalmente no intervino en la guerra hispano-estadounidense de 1898.

El otro gran evento del siglo XIX para la Armada fue la guerra hispano-estadounidense de 1898, en el que se perdieron dos escuadras enteras (en la batalla naval de Cavite en Filipinas el 1 de mayo, y en la batalla naval de Santiago de Cuba el 3 de julio). La Armada se encontraba afectada por la larga crisis económica y política que padecía España a fines del siglo XIX. Esta situación fue hábilmente utilizada por los líderes norteamericanos que vieron en esto la oportunidad de presentar ante el mundo la nueva América como novísima potencia mundial económica y militar. Previamente el comando naval americano había estudiado el difícil momento que pasaba España y su poca capacidad de respuesta, más aún acrecentada por la lejanía de sus bases.
El rápido ataque por parte de los estadounidenses cumplió estos planes estratégicos y logró en el campo de batalla una rápida efectividad a pesar de los grandes esfuerzos y el gran valor de las fuerzas navales españolas. Fue el encuentro de la antigua gran potencia, en ese momento en crisis y la nueva potencia en auge, presentándose internacionalmente con una acción espectacular. Y en verdad significó el gran impulso para la nación estadounidense, pero para su antagonista, la acentuación de una crisis que no se resolvería sino hasta la segunda mitad del siglo XX, cuando la Armada española consiguió recuperar sus fuerzas y ubicarse nuevamente entre las armadas más importantes del mundo.
En el combate de Filipinas se perdieron los cruceros desprotegidos Reina Cristina (buque insignia), Don Juan de Austria y Don Antonio de Ulloa (sin capacidad de movimiento); los cruceros protegidos Isla de Cuba e Isla de Luzón; el crucero de madera Castilla (sin capacidad de movimiento) y el cañonero Marqués del Duero. En la batalla de Santiago de Cuba se perdieron los cruceros acorazados Infanta María Teresa (buque insignia), Almirante Oquendo, Vizcaya, Cristóbal Colón  (recién comprado y enviado a la guerra sin su artillería principal); y los destructores Furor y Plutón. El crucero desprotegido Reina Mercedes fue auto-hundido el día siguiente.
Tras la guerra se firmó el Tratado de París, que en su artículo V señalaba: "[...] Serán propiedad de España banderas y estandartes, buques de guerra no apresados, armas portátiles, cañones de todos calibres...". Por este artículo volvieron a España los cruceros Alfonso XII, Infanta Isabel, Isabel II, Conde de Venadito, Marqués de la Ensenada, el destructor Terror, los cañoneros torpederos Vicente Yáñez Pinzón, Martín Alonso Pinzón, Marqués de Molins, Nueva España, Filipinas y Galicia, y los cañoneros Magallanes, Hernán Cortes, Vasco Núñez de Balboa, Diego Velázquez, General Concha y Ponce de León. La gran mayoría de estos barcos fueron dados de baja pocos años después.
Gracias a la suscripción popular de los españoles que vivían en varios países latinoamericanos se construyeron los cruceros Río de la Plata, Extremadura y el cañonero-torpedero Nueva España.
En 1900, por Decreto del 18 de mayo del Ministerio de Marina, se describió técnicamente la situación de los buques de la Armada en ese momento y se dieron de baja 25 unidades por considerarse inútiles para el servicio militar. En resumen, el panorama que se señalaba en ese Decreto del año 1900 era desolador, pues solo consideraba 2 buques aptos para la guerra moderna de entonces (el acorazado Pelayo y el crucero Carlos V). Las fragatas blindadas Numancia y Vitoria eran de poco valor militar (y además debían de darse de baja con la siguiente carena o por una avería importante). Otros buques (los cruceros Río de la Plata, Extremadura, Infanta Isabel y Lepanto, los cañoneros clase Álvaro de Bazán, el cañonero-torpedero Nueva España, la corbeta Nautilus, los destructores clase Furor y el Destructor, junto con otros buques menores) eran de nulo o casi nulo valor militar que se podían conservar, principalmente, por su velocidad como avisos, para el servicio en territorios coloniales de ultramar, como buques escuela o posibles conflictos internos civiles. También se salvaban el yate Giralda, que se convertiría en yate real poco después, y el vapor Urania como buque hidrográfico. Solo estaban en construcción 3 cruceros de la clase Cardenal Cisneros (Cardenal Cisneros, Princesa de Asturias y Cataluña). Todos los demás buques que tenía la Armada en ese momento sencillamente no valían para nada y era mejor darlos de baja para no malgastar el presupuesto.
Entre finales de 1900 y principios de 1901 se "indultaron" a algunos pocos de los buques que anteriormente se había dispuesto su baja, como por ejemplo los cañoneros Temerario o Marqués de Molins.
La principal unidad naval española de la primera década del siglo XX era la llamada "Escuadra de Instrucción" y estaba compuesta normalmente por las siguientes unidades: acorazado Pelayo, fragata blindada Numancia, cruceros Carlos V, Río de la Plata, Extremadura, Cardenal Cisneros (1902-1905), Princesa de Asturias (desde 1903) y Cataluña (desde 1908), destructores de la clase Furor y cañoneros de la clase Álvaro de Bazán, además de otros buques de menor tamaño y auxiliares
Nadie dudaba de la necesidad de modernizar la Armada, pero muchos cuestionaban que se contara en España con la tecnología y la industria requeridas para acometer ese plan. La cooperación del Reino Unido, con el objetivo de dotar a la Armada de elementos modernos disuasorios contra las ambiciones germanas, se plasmó en 1907 con la visita a Cartagena del rey Eduardo VII y la firma de los Acuerdos de Cartagena entre España, Reino Unido y Francia.
En esa especie de colaboración defensiva, que no llegaba al nivel de una alianza militar formal, a cambio del apoyo británico y francés para la defensa de España, la flota española apoyaría a la Armada Francesa en caso de guerra con la Triple Alianza contra las flotas combinadas del Reino de Italia y Austria-Hungría en el Mar Mediterráneo ya que la Marina Real británica debería de centrarse en el Mar del Norte contra la Armada Imperial Alemana; mientras que la flota francesa por sí sola no podría contener a la armada italiana y la austrohúngara juntas, y era necesario que Francia transportara por mar a sus tropas coloniales desde el norte de África al continente europeo. Para cumplir con las obligaciones adquiridas era necesario reconstruir la flota y mejorar los puertos y arsenales.
Las primeras medidas las tomó en 1907 el gobierno de Antonio Maura (que como presidente de la Liga Marítima Española era un firme partidario de dotar a España de una Armada poderosa) y fueron obra de su Ministro de Marina, el capitán de navío José Ferrándiz, que en noviembre consiguió la aprobación por las Cortes de la Ley de reorganización de los servicios de la Armada y armamentos navales. El nuevo Plan Naval (conocido como Plan Ferrándiz) fue propuesto en 1907 y aprobado por el gobierno a principios del año siguiente como Ley de Marina del 7 de enero de 1908. En ella se estableció el nuevo plan de construcciones navales que consistía en tres acorazados, del modelo británico Dreadnought y tres destructores, además de 24 torpederos y 10 buques de vigilancia pesquera. También se hicieron obras y mejoras en los puertos y arsenales de la Armada. Los británicos aceptaron de buen grado transferir tecnología, diseños, personal especializado y hasta materiales que no se fabricaban en España.
Los acorazados tardaron en construirse (el España, que naufragó en 1923, se entregó en 1913; el Alfonso XIII (renombrado España en 1931) en 1915 y el tercero, el Jaime I, en 1921) y pronto se quedaron atrasados porque en el momento de su entrega ya se habían desarrollado los acorazados Super-dreadnought, con desplazamientos de 25 000 toneladas, 29 nudos de velocidad y artillería de 380 mm., frente a las 15 000 toneladas, los 20 nudos de velocidad y la artillería de 305 de los acorazados del modelo anterior. "Parece que la escuadra planificada para quedar terminada en 1916 no había asimilado todas las lecciones de la guerra ruso-japonesa y no habría podido servir ni mínimamente en el caso de una España beligerante (véase España en la Primera Guerra Mundial). Lo que es más serio es que no sirvió para proteger el comercio español durante la Gran Guerra. Los buques no hicieron patrullas de vigilancia antisubmarina, permaneciendo amarrados en sus puertos en una época en que la flota mercante de la cual dependía España necesitaba una armada que la defendiese".

### Primera Guerra Mundial

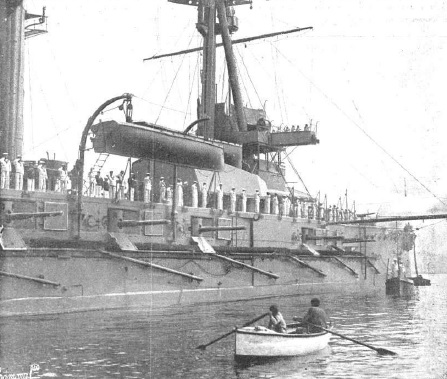
Acorazado España, de la clase España, en el puerto de Bilbao con motivo de una visita que hicieron los reyes en 1915.

Tras el estallido de la Primera Guerra Mundial (1914-1918) el gobierno español se declaró neutral y la Armada se limitó a tareas de vigilancia de las costas españolas.
En 1914, la Armada apenas era una sombra de lo que había llegado a ser los siglos anteriores, aunque estaba empezando a reconstruirse. Sus principales unidades eran el acorazado dreadnought España, el acorazado pre-dreadnought Pelayo; los cruceros acorazados Carlos V, Princesa de Asturias, Cataluña; los cruceros protegidos Río de la Plata, Extremadura, Reina Regente; el crucero desprotegido Infanta Isabel; el destructor Bustamante de la clase Bustamante y los de la clase Furor; los cañoneros de la clase Recalde y de la clase Álvaro de Bazán, además de otros más antiguos como el Mac-Mahón o el Temerario. En construcción se encontraban los acorazados dreadnought Alfonso XIII y Jaime I, el crucero ligero Victoria Eugenia y otros dos destructores de la clase Bustamante. La Armada no tenía submarinos.
Respecto a los buques más pequeños, se inició la construcción masiva de torpederos de la clase T-1, de los que ya se habían alistado seis, junto con los más viejos torpederos Orión, Habana y Halcón, y finalmente el típico conglomerado de remolcadores, escampavías y pequeñas lanchas cañoneras. El 17 de febrero de 1915, mientras ya se estaba en plena guerra, se aprobó la conocida como Ley Miranda, por la cual además de crearse el Arma Submarina Española junto con la compra del submarino Isaac Peral (A-0) a Estados Unidos y otros 3 a Italia de la clase F (en España se llamaron clase A) se aprobó la construcción de submarinos de la clase B y de otros buques como los cruceros ligeros de la clase Blas de Lezo, los destructores de la clase Alsedo y los cañoneros de la clase Cánovas del Castillo, además de otros buques auxiliares. A excepción de los submarinos comprados a países extranjeros, el resto de los buques no se terminarían hasta la década de los 20, ya que la Gran Guerra provocó una escasez de materiales necesarios para su construcción.
Tras el final de la contienda, la República de Weimar alemana entregó a España una serie de mercantes en compensación por los buques hundidos por sus submarinos. Uno de esos mercantes, el inicialmente bautizado como España n.º 6, sería el futuro Dédalo, el primer portaaeronaves de la Armada española, que intervendría en el desembarco de Alhucemas.

### Guerra en el Rif
La política de rearme naval fue continuada por el vicealmirante Augusto Miranda y Godoy, ministro de Marina entre 1913 y 1917, cuyo plan aprobado en 1915 consistió en la construcción de cuatro cruceros rápidos (que serían el Méndez Núñez, el Blas de Lezo, el Almirante Cervera y el Príncipe Alfonso, rebautizado Libertad por la Segunda República), seis destructores (el Alsedo, el Lazaga y el Velasco, más tres del tipo nuevo Churruca), tres cañoneros (Dato, Cánovas y Canalejas) y 28 submarinos (entre ellos seis Clase B y seis Clase C). Los problemas económicos hicieron que las entregas de las nuevas unidades del programa Miranda se retrasasen hasta la Dictadura de Primo de Rivera (1923-1931).
En esa época la única experiencia activa de la Armada española fue durante la guerra del Rif, una región del norte de Marruecos en el que en 1912 se había declarado el Protectorado español de Marruecos, en la que la operación más importante fue el célebre desembarco de Alhucemas de septiembre de 1925, el primer desembarco aeronaval de la historia, con la importante participación del portahidroaviones Dédalo.
Durante la Dictadura de Primo de Rivera, el ministro de Marina, contralmirante Honorio Cornejo y Carvajal, amplió el programa Miranda con un nuevo crucero (que sería el crucero Miguel de Cervantes) y tres destructores más del tipo Churruca (el José Luis Díez, el Almirante Ferrándiz y el Lepanto). Estos fueron construidos rápidamente y entraron en servicio hacia 1930. Un plan a más largo plazo preveía la construcción de tres nuevos cruceros tipo Washington (muy superiores a los tipos precedentes), de los cuales se llegaron a acabar dos en el inicio de la guerra civil española (el Canarias y el Baleares) y diez nuevos destructores también del tipo Churruca (el Churruca, el Alcalá Galiano, el Almirante Valdés, el Almirante Antequera, el Almirante Miranda, el Gravina, el Escaño, el Císcar, el Jorge Juan y el Ulloa) que entraron en servicio poco antes o durante la guerra civil española de 1936-1939.

## La Armada durante la segunda república y la guerra civil española

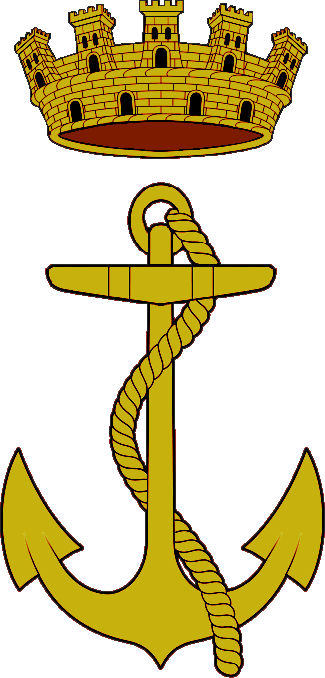
Emblema de la Armada Española (1931-1939)

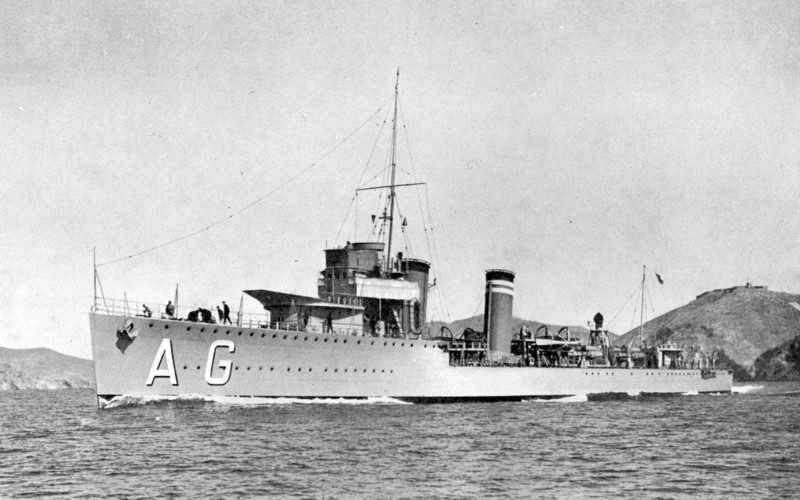
Destructor de la clase Churruca Alcalá Galiano en 1931.

Durante la Segunda República Española (1931-39) la Armada se convirtió en la Marina de Guerra de la República Española. Del mismo modo que los otros dos brazos de las Fuerzas Armadas de la República Española, en la historia de la Marina de Guerra de la República se distinguen dos fases claramente diferenciadas:
- La Fase de pre guerra civil, desde la declaración de la República el 14 de abril de 1931 hasta el golpe de Estado del 18 de julio de 1936, que fracturó la institución militar española.
- La situación tras el golpe de Estado de julio de 1936 que condujo a la guerra civil española, cuando la mayoría de la flota permaneció leal al gobierno de la República, después de que las tripulaciones se sublevaran contra sus mandos y formaran comités en estos. Aun así solamente el 5% de los oficiales de alta graduación se mantuvo fiel a la República.[47]

La Armada republicana fue derrotada con la ayuda del Tercer Reich y la Italia Fascista. Al final de la contienda, un total de 8 unidades principales de combate republicanas habían sido hundidas; los buques superviventes fueron integrados en la armada de la España franquista.
La mayoría de los documentos relativos a la Marina de Guerra de la República de España se hallan actualmente en el Archivo General de la Marina "Álvaro de Bazán".

## La Armada durante la dictadura de Franco

### Segunda Guerra Mundial

Insignia del Cuerpo General de la Armada Española (1939-1975)

Tras el estallido de la Segunda Guerra Mundial (1939-1945) pocos meses después de la finalización de la guerra civil el régimen franquista se declaró neutral y la Armada se limitó a tareas de vigilancia de las costas españolas, como ya hizo en la Primera Guerra Mundial.
El núcleo de la Armada española estaba compuesto en 1940 por un crucero pesado, cinco cruceros ligeros, una veintena de destructores y cinco submarinos. Aunque suponía una fuerza naval significativa no era ni de cerca la que necesitaba España para proteger los intereses marítimos de una nación que salía de una guerra civil, que había destruido sus recursos y recibía por mar la casi totalidad de sus importaciones. Tampoco era mejor el estado de las bases navales desde donde operaban estas naves.

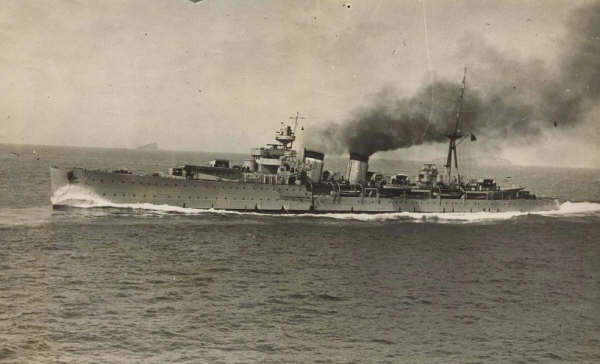
Pruebas de mar del crucero Almirante Cervera (aun sin armamento)

De los seis cruceros, solo cuatro eran operativos: el buque insignia, el crucero pesado Canarias, el crucero ligero Navarra, el crucero ligero Almirante Cervera y el ya obsoleto Méndez Núñez. Los otros dos, el crucero Galicia y el crucero Miguel de Cervantes (ambos cruceros ligeros de la clase Cervera), se encontraban en astilleros, sin dotación, en reacondicionamiento.
En cuanto a los destructores, una cuarta parte tenían una edad que se aproximaba a los veinte años, carecían de valor militar y cumplían funciones de escuela. Los destructores eran de las clases Churruca y Alsedo. En cuanto a la clase Ceuta y la clase Teruel eran viejos destructores cedidos por Mussolini a Franco durante la Guerra Civil que ya solo servían como buques de instrucción.
Los submarinos eran muy anticuados respecto a los que desplegaban Alemania y otras grandes potencias: los C-1 Isaac Peral, C-2 y C-4 de la clase C (aptos únicamente para funciones de vigilancia de costas y escuela), además del B-2 de la clase B, que por su nula utilidad militar y su antigüedad era usado como Escuela Naval de Mecánicos de Ferrol. Como ocurría en el caso de los destructores, Mussolini también cedió submarinos, los General Mola y General Sanjurjo, de la llamada clase General Mola.
Entre los buques menores se contaba con cuatro modernos cañoneros-minadores de la clase Júpiter, tres cañoneros de la clase Cánovas del Castillo y el poco marinero transporte-cañonero Calvo Sotelo. También se contaban con seis antiguos torpederos de la clase T, dos lanchas torpederas de la clase G-5 soviética, tres antiguas de la clase MAS italiana y tres más de los primeros prototipos de la clase Schnellboot alemana, estas últimas muy problemáticas por sus motores de gasolina. A ello se sumaba la lista habitual de buques auxiliares como petroleros, transportes, aljibes, remolcadores, lanchas, patrulleras y pontones.
La Aeronáutica Naval, que en 1936 tenía aproximadamente un centenar aviones, había desaparecido en aquel mismo año por la eliminación física de sus oficiales durante los primeros compases de la Guerra Civil. Unos meses antes de la sublevación había quedado fuera de servicio el portahidroaviones Dédalo, que fue definitivamente desguazado en 1940.
La carencia de oficiales, fruto de la Guerra Civil, la escasez de repuestos y de combustible y, como consecuencia, el bajo adiestramiento de las dotaciones, reducían aún más el valor práctico de la Armada.
El 8 de septiembre de 1939, el gobierno franquista promulgó una ley que establecía la construcción de cuatro acorazados, dos cruceros pesados, doce cruceros ligeros, cincuenta y cuatro destructores, treinta y seis torpederos, cincuenta submarinos, cien lanchas torpederas, buques auxiliares, pertrechos y repuestos. Este programa nunca se llegó a efectuar por su coste astronómico y por el devenir de los acontecimientos posteriores.
El programa se basaba en la ayuda técnica que habría de recibir España, ya que su industria no estaba en condiciones de construir por sí sola buques de guerra modernos de alguna importancia. No habían hecho más que iniciarse las conversaciones con los italianos para la construcción en España de acorazados de la clase Littorio, cuando se inició la Segunda Guerra Mundial. Quedó detenido el programa naval antes de nacer y el esfuerzo industrial, sin la cooperación extranjera, se centró en la modernización de las unidades existentes y la finalización de los buques iniciados antes de la Guerra Civil.

### Inicios de la Guerra Fría
Durante la dictadura de Francisco Franco (1939-1975), la Armada Española, al igual que las otras dos ramas de las Fuerzas Armadas, mantuvo como tradicionalmente su propio ministerio, el Ministerio de Marina. Tras la guerra civil española y hasta finales de los años 1950 las Fuerzas Armadas estuvieron muy mal organizadas y aún menos preparadas para ninguna otra acción que no fuese reprimir insurrecciones locales (el llamado «enemigo interior»). Así, los militares ensalzaban las virtudes del caballo frente a los carros de combate y el valor frente al equipamiento. Esto fue así por propia política del gobierno autoritario. Unos ejércitos modernos, bien formados y entrenados requerían el contacto con naciones libres y democráticas, lo que podía llegar a ser peligroso para el régimen. Durante años calaron hondo en las FF. AA. frases como la pronunciada por Franco que, ante el peligro de invasión, los españoles tenían «el corazón y la cabeza» para oponerse a los aviones, carros de combate, destructores y acorazados... En el fondo anhelaban el equipamiento de otras naciones.
Por otra parte, las posibilidades de poseer tecnología punta eran internamente muy escasas, y más aún en el exterior, ya que solo en contadas ocasiones España tenía acceso a armas y sistemas de armas relativamente modernos.
Estas dos causas hacían que España contara con una Armada paupérrima, desde el punto de vista de los estándares europeos.
Hasta los años 1950, los buques de los que disponía la Armada Española tenían una tecnología similar en el mejor de los casos a la de las armadas de la Segunda Guerra Mundial. Lo mismo sucedía con los aviones del Ejército del Aire Español.
La situación fue mejorando paulatinamente desde mediados de los años 50, cuando la presión de otros países por mantener a España aislada fue disminuyendo. Así en 1954, en la cúpula de la dictadura franquista ya se sospechaba que las naciones occidentales, y en especial Estados Unidos, necesitaban de España en la Guerra Fría y les permitirían adquirir y construir armamentos modernos, además de darle facilidades financieras.

### La ayuda estadounidense y mejora de la situación económica

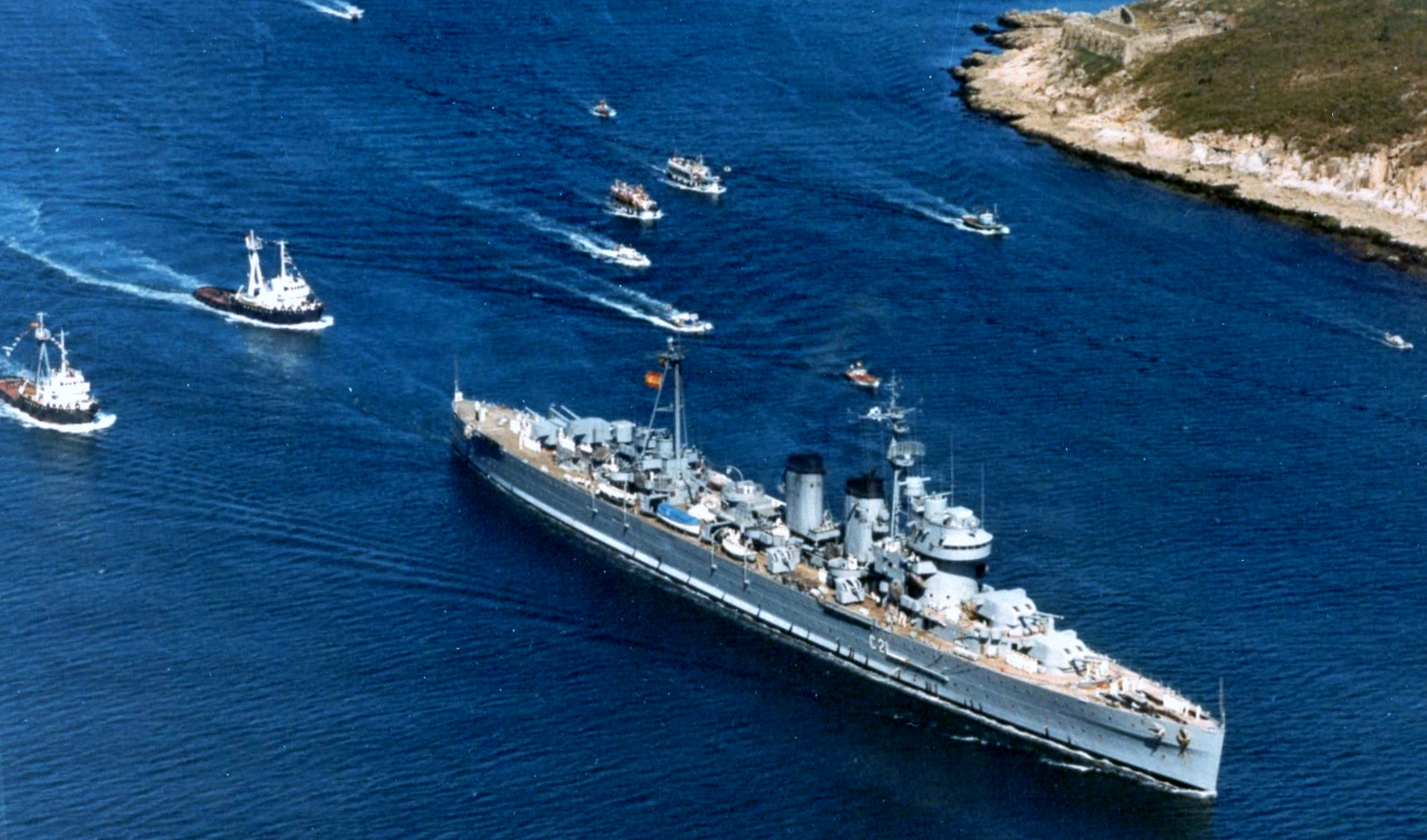
El crucero pesado Canarias fue el buque insignida de la Armada desde 1939 hasta su baja en 1975.

Hasta los años 1950, los buques de los que disponía la Armada Española tenían una tecnología similar en el mejor de los casos a la de las armadas de la Segunda Guerra Mundial. Lo mismo sucedía con los aviones del Ejército del Aire Español.
La situación fue mejorando paulatinamente desde mediados de los años 50, cuando la presión de otros países por mantener a España aislada fue disminuyendo. Así en 1954, en la cúpula de la dictadura franquista ya se sospechaba que las naciones occidentales, y en especial Estados Unidos, necesitaban de España en la Guerra Fría y les permitirían adquirir y construir armamentos modernos, además de darle facilidades financieras.
El año 1953, en plena Guerra Fría y ante el peligro de un ataque soviético contra los Estados Unidos por el Mediterráneo, los gobiernos de España y EE. UU. firmaron unos acuerdos a partir de los cuales se instalan bases estadounidenses en España, bajo pabellón español y con algunas zonas exclusivas para cada nación, varias bases de utilización conjunta hispano-norteamericana, en las que los contactos entre militares españoles y norteamericanos fueron continuos. A raíz de esos acuerdos, se modernizaron hasta 30 buques de la Armada española. Además, desde 1954, los EE. UU. prestaron a la Armada española una serie de buques que, en su mayoría, debían recoger los marinos españoles en puertos norteamericanos.  En resumen, hubo una modernización de los destructores clase Audaz, clase Liniers, las fragatas clase Pizarro, los submarinos clase D, y otros buques menores (torpederos, minadores, cañoneros, dragaminas...). Años después, entrega del portaviones Dédalo, de destructores clase Lepanto (Fletcher), de submarinos clase Balao, y de otros buques menores. Colaboración en el desarrollo de las fragatas clase Baleares.
Al mismo tiempo, el Ejército del Aire empieza a recibir aviones modernos. Así, en la década de los 50 llegan los Grumman Albatross, los Sabre y los T-33, entre otros, En los años 1960 llegó el turno de los Starfighter y los Caribou, y en los 70 de los Phantom y F-5, todos ellos aviones modernos en su época. La entrega de esos buques y aviones se hizo mayoritariamente en Estados Unidos, donde también se impartieron los cursos de adiestramiento para capacitar a los militares españoles en el empleo de esas nuevas armas, lo que implicó estancias en EE. UU. de meses, y en algunos casos de más de un año.
Estos contactos, junto a la naturaleza misma de la actividad naval y aérea, que implica el contacto con el exterior, hicieron que aviadores y marinos españoles adquiriesen un buen nivel tecnológico y se convenciesen de que las programaciones y planes a largo plazo, así como un desarrollo militar autónomo, eran una necesidad. Así, en 1964 nació el PLANGENAR, que estuvo vigente hasta mediados de los 80, tras su última revisión de 1976.

## La Armada en la época democrática

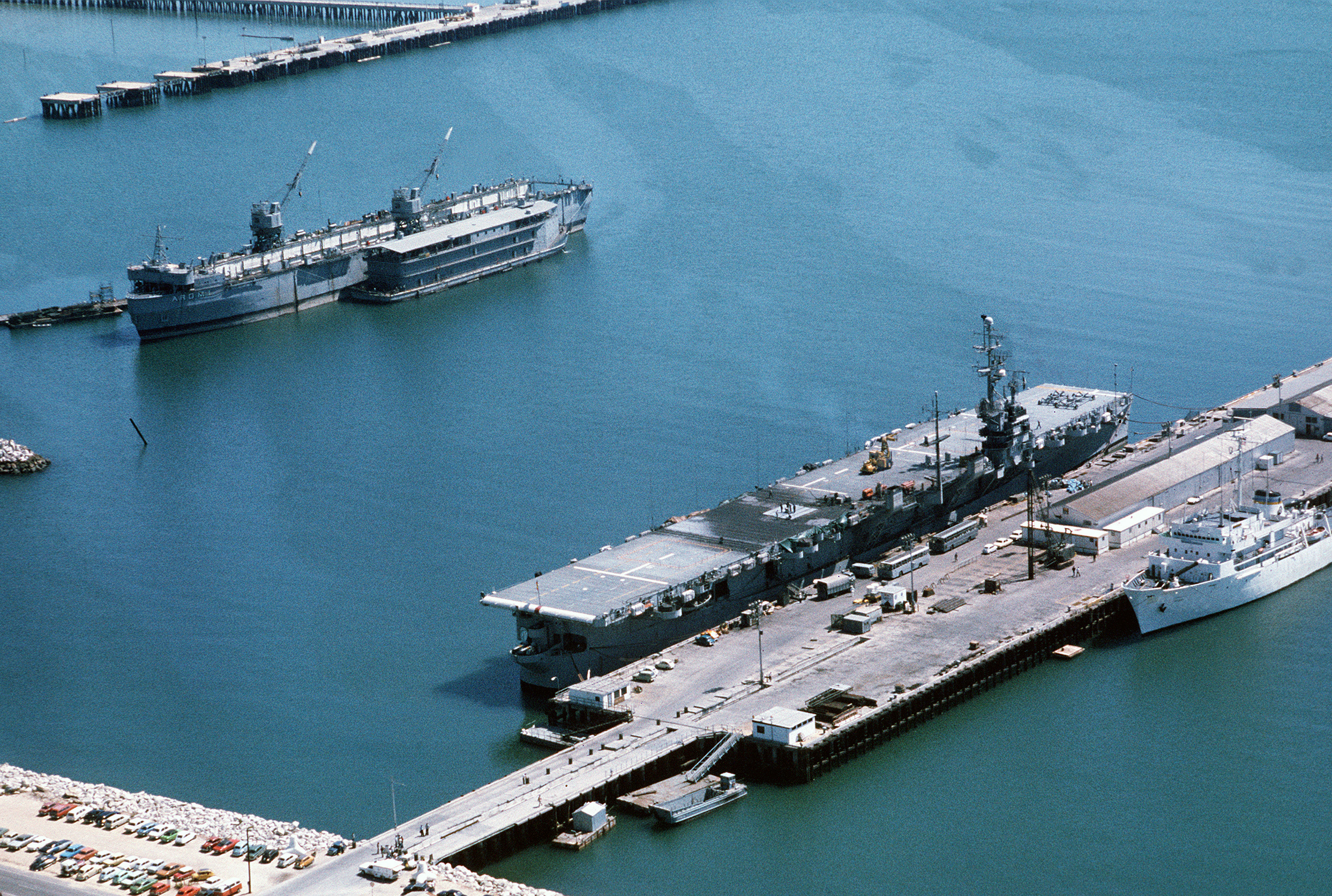
El portaaviones de la Armada Española Dédalo (R-01) amarrado en un muelle de la Base Naval de Rota en 1976.

A la llegada de la democracia en el año 1977, la Armada Española tenía dadas de alta las siguientes unidades:
- 1 portaaeronaves  Dédalo (R-01)
- 5 fragatas lanzamisiles Clase Baleares F-70 en la 31.ª Escuadrilla de Escoltas
- 5 destructores Clase Lepanto (Fletcher) D-20 en la 21.ª Escuadrilla de Escoltas.
- 5 destructores Clase Churruca (Gearing) D-60 en la 11.ª Escuadrilla de Escoltas.
- 3 destructores Clase Oquendo D-40 encuadrados dos en la 11.ª y uno en la 21.ª Escuadrilla de Escoltas.
- 4 submarinos tipo GUPPY de la Clase (S-30)
- 4 submarinos Clase Daphné (S-60)
- 4 corbetas Clase Atrevida (F-60)
- 6 patrulleros Clase Lazaga (P-00)
- 6 patrulleros Clase Barceló (P-10)
- 1 transporte anfibio de personal TA-11 Aragón ex USS Noble (APA-218).
- 1 transporte anfibio de material TA-21 Castilla ex USS Achernar (AKA-53)
- 1 buque de desembarco dique LSD Galicia L-31 ex USS San Marco (LSD-25)
- 3 buques de desembarco LST Clase Terrebonne Parish L-10
- 2 buques oceanográficos Clase Malaspina (1973)
- 4 buques oceanográficos auxiliares Clase Cástor (1966)
- Un Arma Aérea moderna con helicópteros AB-212 ASW, SH-3D, Bell AH-1G Cobra, Hughes 369 HM y aviones V/STOL AV-8 Matador.

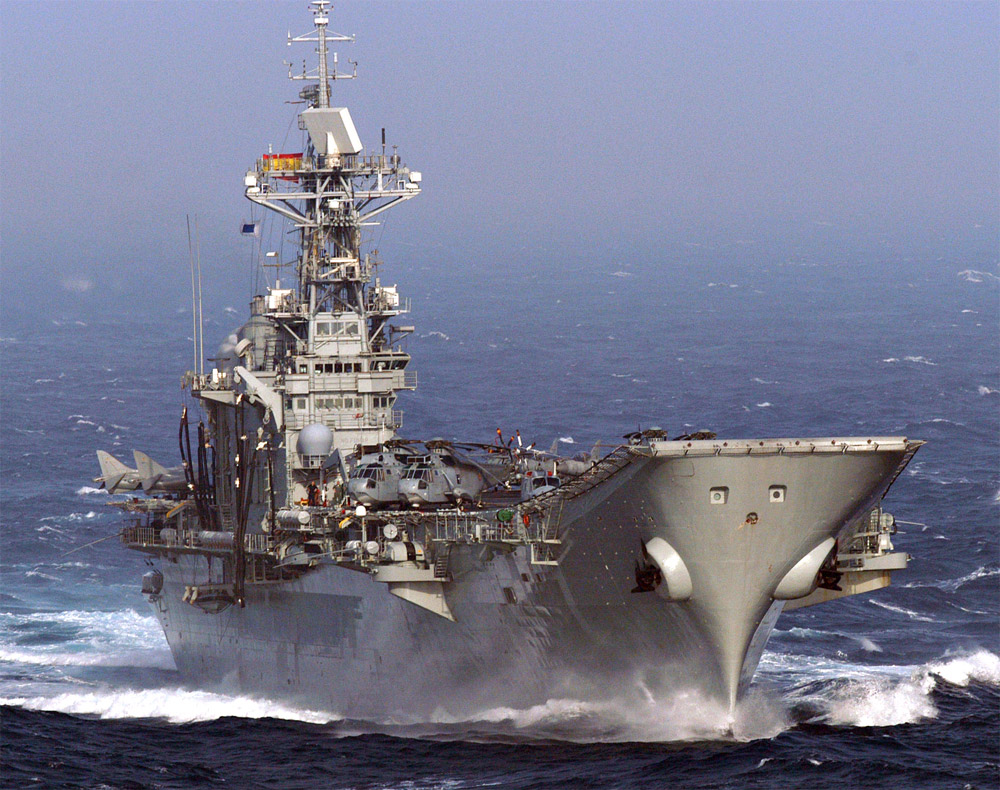
El portaaviones, buque insignia de la Armada Española hasta el año 2013

En el 'PLANGENAR' , el Plan Naval de la Armada de 1977 estaba prevista la constitución de un moderno grupo de combate compuesto de un portaaviones ligero y al menos 3 Fragatas Clase Santa María (F-80) (orden de ejecución de 1977), cuyo modelo era la clase Oliver H. Perry norteamericana modificada, aumentando, entre otros detalles, la capacidad antisubmarina. También se preveian 4 Submarinos Clase Galerna (S-70) (previstos para el año 1979) para sustituir a los obsoletos GUPPY de la Clase S-30.
El portaaeronaves Almirante Carrero Blanco (prevista su botadura en 1981) y que se bautizaría finalmente como Príncipe de Asturias. Era un proyecto abandonado por la Armada de los Estados Unidos para disponer de otro tipo de portaaviones ligero (baby carrier o portaaviones de escolta en el argot militar) que sustituyese al R-01 Dédalo (que se daría de baja en 1989).
El proyecto original se denominaba Sea Control Ship (SCS) y se trataba en realidad de un crucero grande del que podían despegar algunos aviones STOVL y helicópteros, inicialmente concebido para dar escolta a convoyes atlánticos contra los submarinos de la Armada Soviética, en caso de desatarse la Tercera Guerra Mundial, rápido de fabricar y barato de mantener. Este anteproyecto fue retomado por la Empresa Nacional Bazán, modificado y ampliamente mejorado hasta convertirlo en el  Príncipe de Asturias (R11).
Además estaban en construcción las corbetas Clase Descubierta F-30, estando previstas 8, aunque finalmente las dos últimas se vendieron a Egipto en 1982.
Al revisarse la segunda fase del Plan Naval PLANGENAR, a principios de los 1980, la Armada decidió construir una cuarta fragata de la Clase Santa María F-80 en sustitución de las dos corbetas Clase Descubierta F-30 vendidas a Egipto. Juntos, el Príncipe de Asturias (R-11) y las fragatas clase Santa María formaron el Grupo Alfa a finales de los años 80.
Pero 15 años después, la situación de la Armada era algo difícil. Los que en el año 1977 eran buques modernos, a principios de los 90 ya habían sobrepasado la mitad de su vida operativa. Ya no había destructores y los buques anfibios más antiguos fueron sustituidos por otros de procedencia extranjera y la mayoría de los buques tenía más de 20 años.

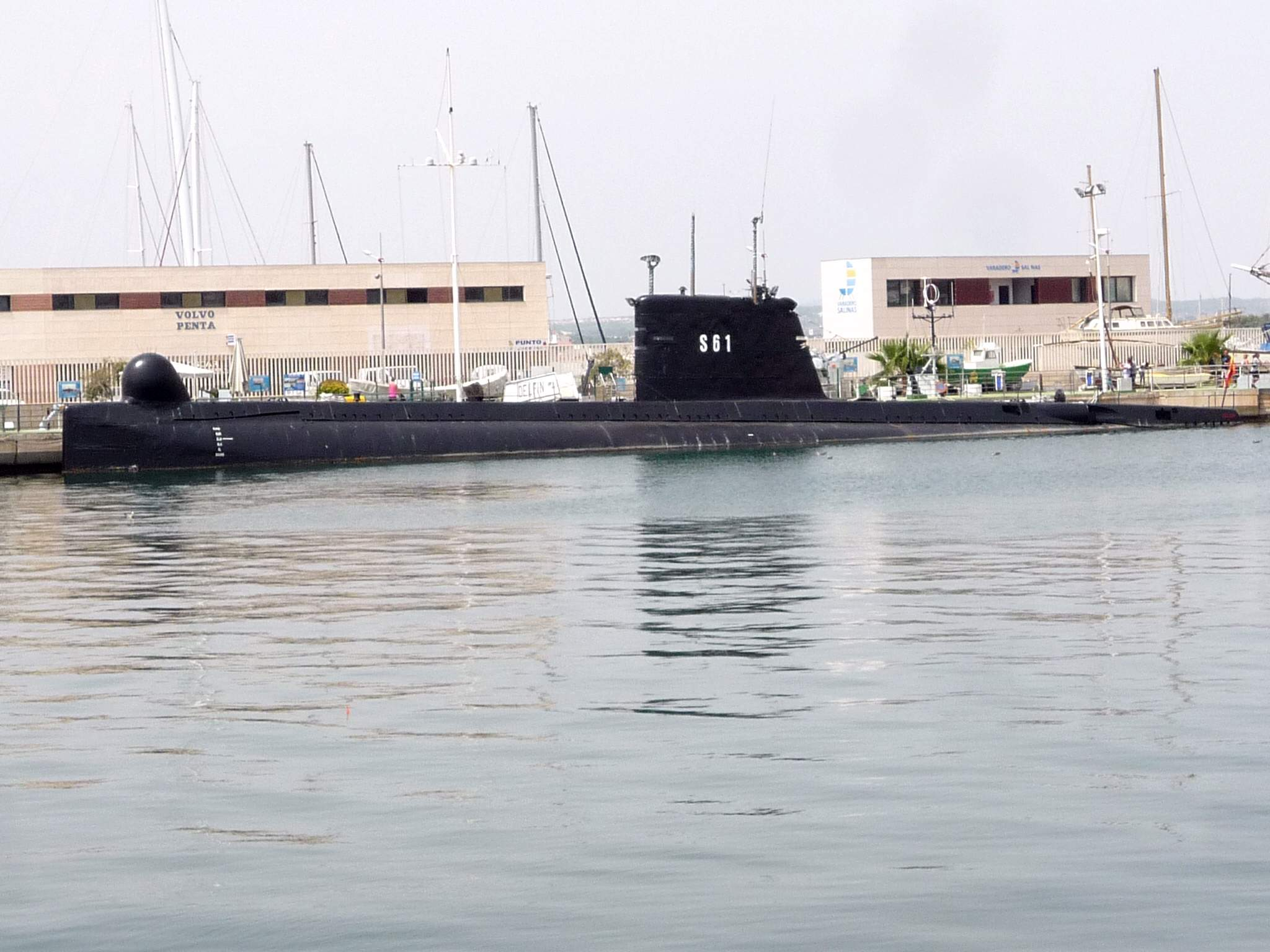
El submarino Delfín (S-61), preservado desde 2004 como buque museo en Torrevieja (Alicante), considerado por tanto el primer «museo flotante» de estas características en España.

En este tiempo la Armada había recibido:
- 1 portaaeronaves, el  Príncipe de Asturias (R11) en reemplazo del Dédalo (R-01).
- 4 fragatas Clase Santa María F-80 para la nueva 41.ª Escuadrilla de Escoltas que reemplazaba a la 11.ª Escuadrilla.
- 6 corbetas Clase Descubierta F-30 para reemplazar a los destructores de la 21.ª Escuadrilla de Escoltas.
- 4 submarinos Clase Galerna S-70 en reemplazo de los S-30.
- 2 buques de asalto anfibio LPA Clase Paul Revere L-20 de segunda mano solicitados a Estados Unidos para sustituir al TA-11 y TA-21. Llegaron en 1980.
- 1 petrolero de flota AO Marqués de la Ensenada (A-11).
- 4 patrulleros de altura de la clase Clase Serviola que sustituían a los de la clase Atrevida F-60.
- 1 Buque de Investigación Oceanográfica BIO Hespérides (A-33) que permitió hacer prolongadas campañas anuales en la Antártida.

Además de algunas pocas unidades menores más. Para hacer frente a estos problemas, la Armada diseñó un plan posibilista para ser dotada de los medios considerados necesarios hasta el primer tercio del siglo XXI. Este plan sustituía al obsoleto PLANGENAR de 1977 y se llamó Plan ALTAMAR.
El 'PLAN ALTAMAR' de 1990 con vistas al siglo XXI, era la continuación del PLANGENAR de 1977 y venía a sustituir los para sustituir los viejos destructores, dragaminas y buques anfibios. Las claves de este plan eran:
- No ser excesivamente ambicioso como lo habían sido otros anteriores, que no llegaron a realizarse. La Armada fue muy comedida en sus peticiones.
- Abarcar toda la dotación de buques, excepto las corbetas, patrulleros y naves de menor porte.
- Renunciar a dos puntales considerados claves por la Armada: los submarinos nucleares y el segundo portaaviones.
- Tratar de lograr la máxima independencia (dentro de lo posible) respecto de otras naciones.
- La mayoría de los barcos fueron apuestas conjuntas. Así, los buques de asalto anfibio eran un proyecto hispano-neerlandés, igual que los buques de aprovisionamiento logístico; los cazaminas eran hispano-británicos, los submarinos hispano-franceses; sin embargo, las fragatas F-100 (la clave del plan y la parte más cara) eran diseños y desarrollos españoles.[64]
- El Plan se terminó en el 2005, a excepción de los submarinos.[65]

Sin embargo, la realidad demostró que la situación económica española daba para mucho más de lo presupuestado inicialmente. Más aún, la situación política, que tuvo que enfrentarse al problema de dar carga de trabajo a los astilleros, así como los acontecimientos y acuerdos políticos y de otra índole, hicieron que la ejecución del Plan, si bien es cierto que en algunos apartados fue recortada, casi llegara a duplicar lo planificado inicialmente, dando como resultado una Armada moderna y altamente tecnificada.
Fruto de este plan se recibieron:
- 2 fragatas adicionales Clase Santa María F-80 para la 41.ª Escuadrilla de Escoltas en sustitución de los últimos dos destructores D-60.
- 4 fragatas Clase Álvaro de Bazán F-100 que sustituían a las F-70 de la 31.ª Escuadrilla de Escoltas.
- 2 buques de asalto anfibio LPD Clase Galicia L-50 con dique inundable para LCM además de pista y hangar para helicópteros, sustituyendo los Clase Paul Revere L-20.
- 2 buques de desembarco LST Clase Newport L-40 de segunda mano cedidos por Estados Unidos en sustitución de los Clase Terrebonne Parish L-10.
- 1 buque de aprovisionamiento en combate BAC Patiño (A-14).
- 6 cazaminas Clase Segura M-30 de ocho previstos, sustituyendo a todos los viejos en servicio (12).
- 4 patrulleros de altura para apoyo a la pesca Clase Chilreu P-60.

## La Armada en elsigloXXI
Véase: Armada_Española#La_Armada_en_el_siglo_XXI

## Buques conservados
La mayoría de los escasos buques pertenecientes a la Armada Española retirados que se preservan como buques museo son submarinos:
- El Peral de 1888 se conserva en Cartagena (Murcia).
- Las dos unidades de la Clase Foca: el SA-41 en Mahón (Islas Baleares) y el SA-42 en Cartagena (Murcia).
- Las dos unidades de la Clase Tiburón: el SA-51 en Barcelona (Cataluña) y el SA-52 en Cartagena (Murcia).
- El Delfín (S-61), de la clase Daphne (S-60) está amarrado en Torrevieja (Provincia de Alicante, Comunidad Valenciana). A diferencia de los otros submarinos no está anclado en tierra firme sino amarrado en el puerto, convirtiéndose así en el “primer museo flotante” de estas características en España.
- El patrullero del Servicio de Vigilancia Aduanera Albatros III también se conserva en Torrevieja.
- El Galatea, una bricbarca que fue buque escuela de la Armada Española entre 1922 y 1982, se conserva en Glasgow (Escocia, Reino Unido).

En 2020 se estaba estudiando que el Tonina (S-62) podría acabar de buque museo en Cartagena.

## Batallas destacadas
- Primera expedición a Italia del Gran Capitán, 1495
- Segunda expedición a Italia del Gran Capitán, 1500
- Jornada de Túnez, 1535
- Batalla de la isla de Alborán, 1540
- Jornada de Argel, 1541
- Batalla de Muros, 1543
- Batalla de San Juan de Ulúa, 1568
- Batalla de Lepanto, 1571
- Batalla de la Isla Terceira, 1582
- Batalla de Blaye, 1593
- Batalla de las Dunas, 1639
- Batalla de Rande, 1702
- Sitio de Cartagena de Indias, 1741
- Carrera del Glorioso, 1747
- Batalla del Cabo de San Vicente, 1797
- Batalla del Cabo de Santa María, 1804
- Batalla de Trafalgar, 1805
- Combate de Abtao, 1866
- Combate del Callao, 1866
- Batalla de Cárdenas, 1898
- Batalla de Santiago de Cuba, 1898
- Batalla de Cavite, 1898
- Desembarco de Alhucemas, 1925
- Batalla del cabo de Palos, 1938